# Lamborghini Gallardo
Der Lamborghini Gallardo ist ein Sportwagen von Lamborghini, der von 2003 bis 2013 produziert wurde. Der Name Gallardo (Aussprache: [ɡaʎˈʎardo]) stammt von einer der fünf Kampfstier-Hauptrassen (Namensgeber dieser Rasse war im 18. Jahrhundert der Züchter dieser Kampfstiere, Francisco Gallardo). Bei den 368-kW-Versionen hat der Gallardo in der Motorhaube Lufteinlässe, die bei der 382-kW-Version auf Wunsch durch einen großflächigen Glaseinsatz ersetzt werden können. Dadurch ist der Motor von außen sichtbar.
Im Frühjahr 2014 wurde der mehr als zehn Jahre alte Gallardo durch das neue Lamborghini-Modell Huracán abgelöst, der in den Vorberichten auch als Cabrera bekannt war.

## Versionen

### Version 2003

#### Gallardo
Das ursprüngliche Grundmodell des Gallardo wurde 2003 auf dem Genfer Auto-Salon vorgestellt und bis 2008 gefertigt. Der Gallardo wurde als Einstiegsmodell für die Marke Lamborghini und als Konkurrenz zum Ferrari 360 konzipiert. Im Gegensatz zum 6,2-Liter-V12-Motor (426 kW) des 2001 eingeführten Schwestermodells Murciélago, das 59 kW (80 PS) stärker ist, wurde der Gallardo mit einem kleineren 5-Liter-V10-Motor (368 kW/500 PS) ausgestattet und erhielt auch keine lamborghinitypischen Scherentüren, die traditionell den Zwölfzylindermodellen vorbehalten sind. Der längs eingebaute Mittelmotor überträgt seine Kraft über einen hecklastigen Allradantrieb auf die Straße, wodurch sich der Gallardo von seinen mehrheitlich hinterradgetriebenen Konkurrenten unterscheidet. Das zweisitzige Coupé beschleunigt damit in vier Sekunden von 0 auf 100 km/h und erreicht eine Höchstgeschwindigkeit von 309 km/h. Der Kaufpreis betrug nur etwa 160.000 Euro, was ihm auch den Namen „Der Porsche Boxster unter den Lamborghinis“ einbrachte.
Wie bereits der Murciélago wurde auch der Gallardo vom belgischen Designer Luc Donckerwolke entworfen, der für das Design beider Fahrzeuge 2003 mit dem Red Dot Design Award ausgezeichnet wurde.

#### Gallardo Spyder
Die Roadstervariante Gallardo Spyder wurde am 12. September 2005 auf der IAA 2005 vorgestellt und ging im Frühjahr 2006 in Produktion. Der Spyder ist mit einem elektrisch betätigten Stoffverdeck und dem 382 kW starken Motor des Gallardo SE ausgerüstet.

#### Gallardo Superleggera
Der Gallardo Superleggera ist eine gewichtsreduzierte, leistungsgesteigerte Variante des Gallardo-Coupés. Das auf dem Genfer Auto-Salon 2007 präsentierte Modell war ab März 2007 erhältlich. Weil die Fahrleistungen des 2008 vorgestellten, überarbeiteten Grundmodells (LP 560-4) die des Superleggera übertrafen, stellte Lamborghini die Produktion des Superleggera nach nur einem Jahr vorerst wieder ein – bis dahin verließen 619 Wagen das Werk in Sant’Agata (die oft erwähnten 172 beziehen sich rein auf die USA).
Der Superleggera hat 390 kW (530 PS), wiegt 100 kg weniger (1330 kg) als der serienmäßige Gallardo, beschleunigt in 3,8 Sekunden von 0 auf 100 km/h und schafft 315 km/h. Das Leistungsgewicht beträgt 2,5 kg/PS. Die Motorhaube des Superleggera besteht aus kohlenstofffaserverstärktem Kunststoff (CFK). Ebenfalls aus CFK bestehen die Türinnenverkleidungen, der untere Bereich des Heckstoßfängers, die Verkleidung des Getriebetunnels und die Rückspiegel. Weitere Gewichtsreduktionen bringen Heckscheibe und Seitenscheiben aus Polycarbonat. Im Innenraum befinden sich Schalensitze aus CFK mit Alcantaraüberzug. Hinzu kommen noch eine gewichtssparende Auspuffanlage und leichtere Endrohre. Der Superleggera wurde serienmäßig mit dem „E-Gear“-Schaltgetriebe ausgeliefert; der Grundpreis lag bei etwa 186.000 Euro.

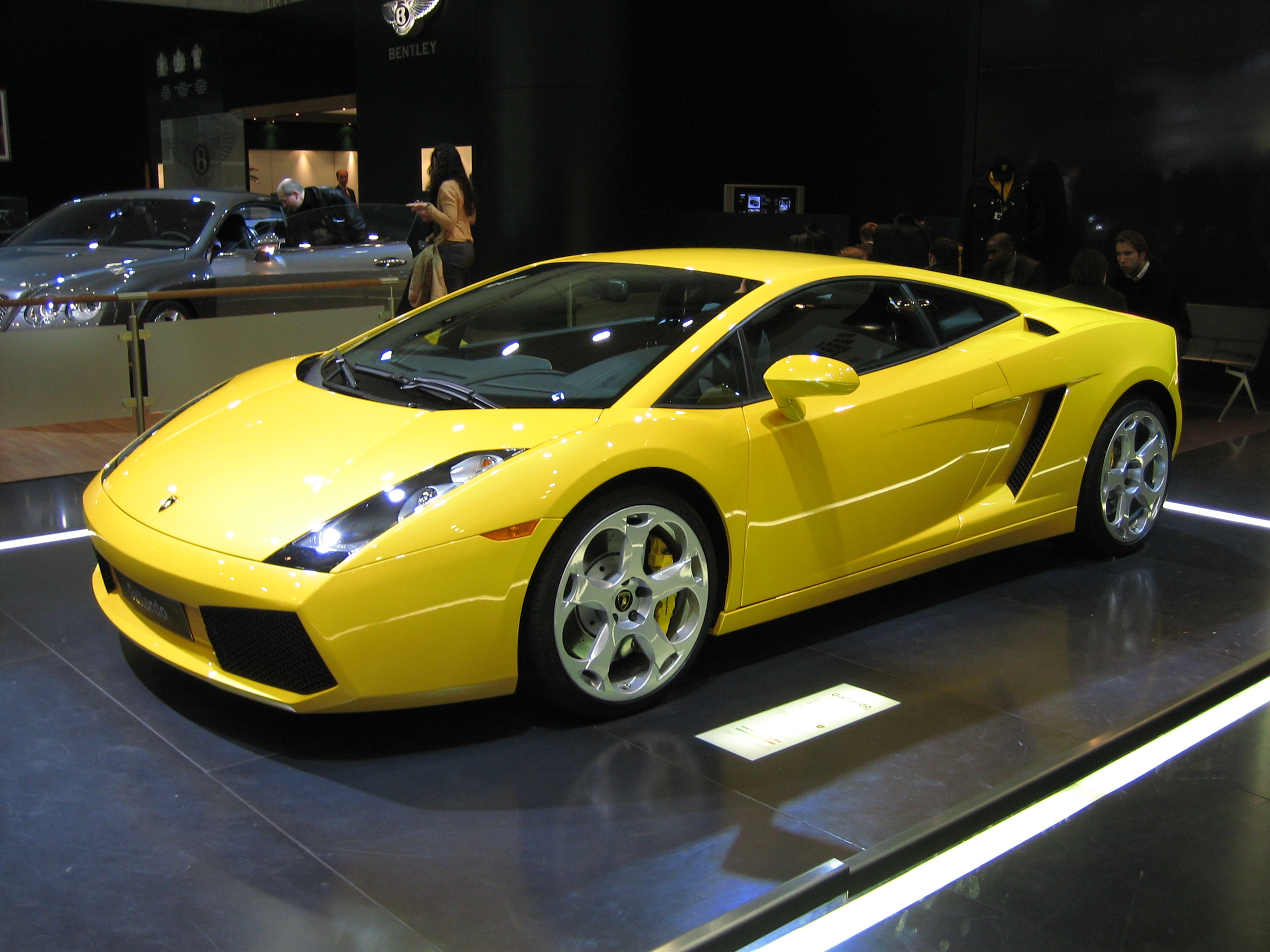
Gallardo Coupé
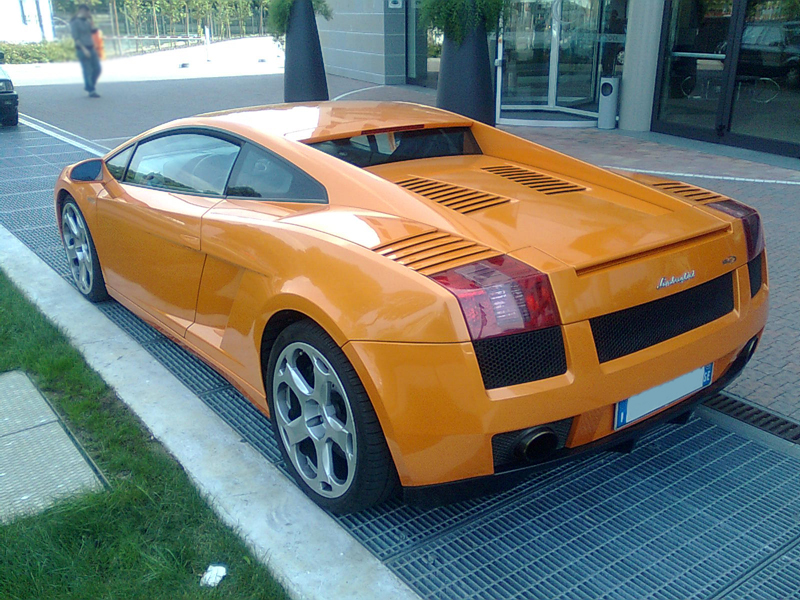
Heckansicht eines Gallardo Coupés
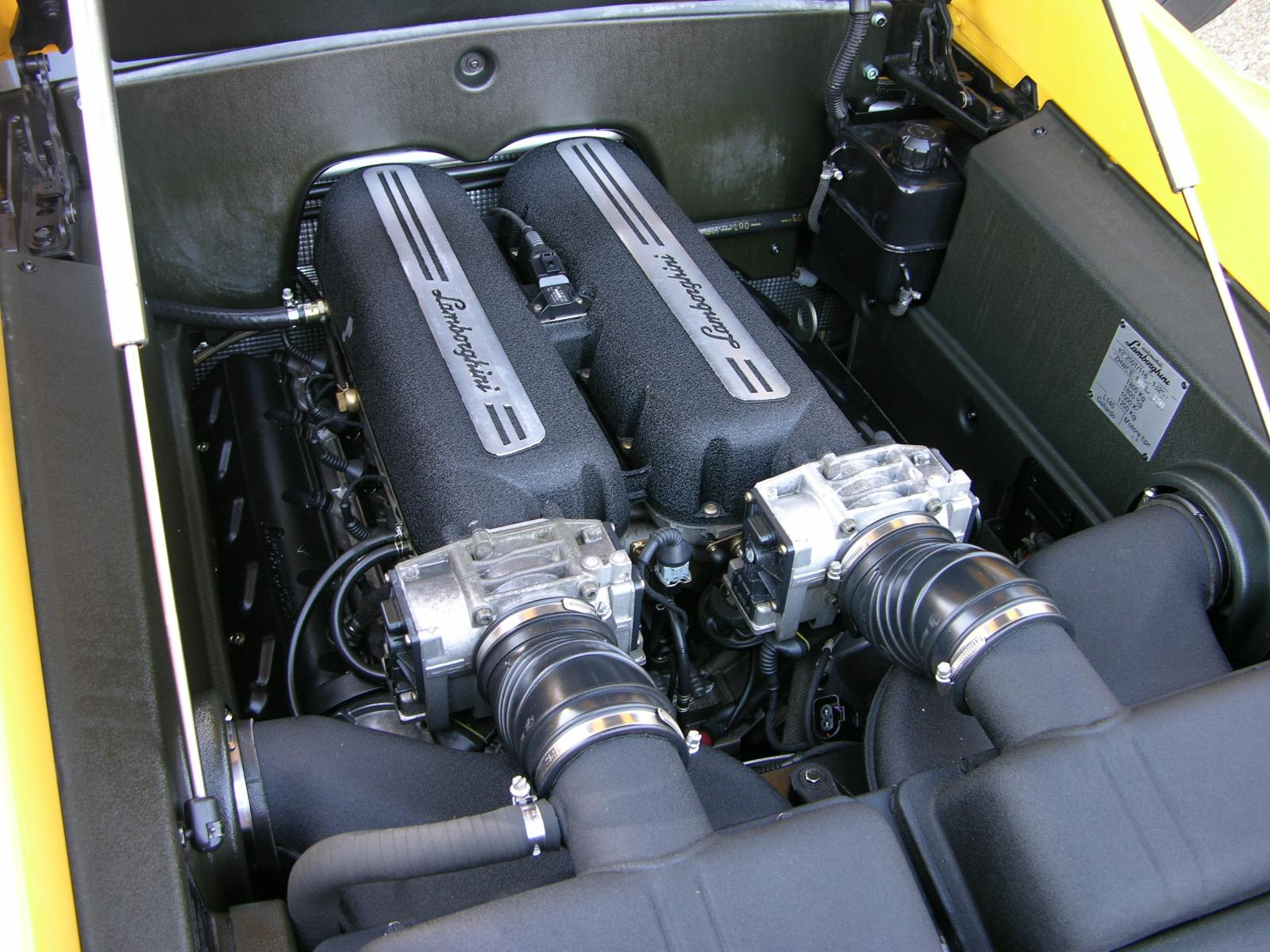
Motor
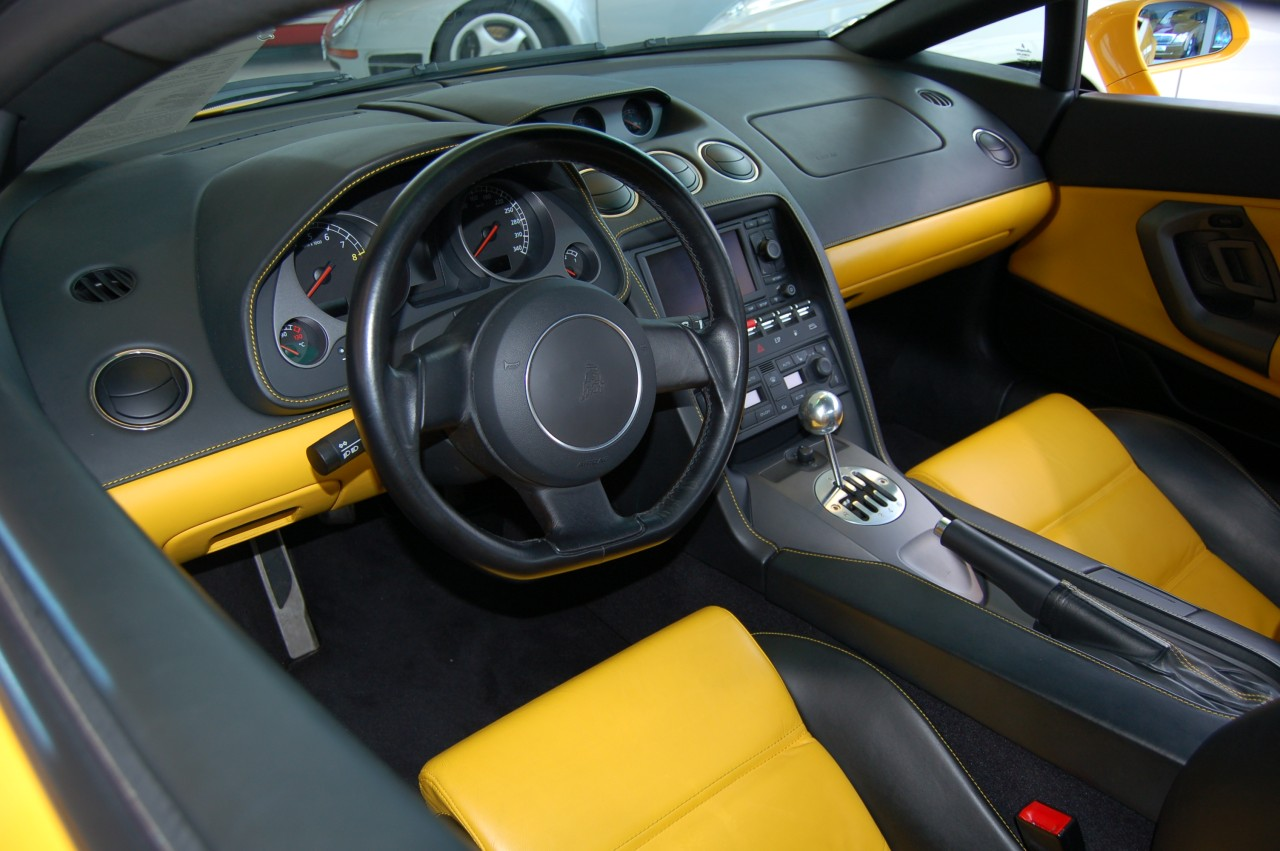
Innenraum
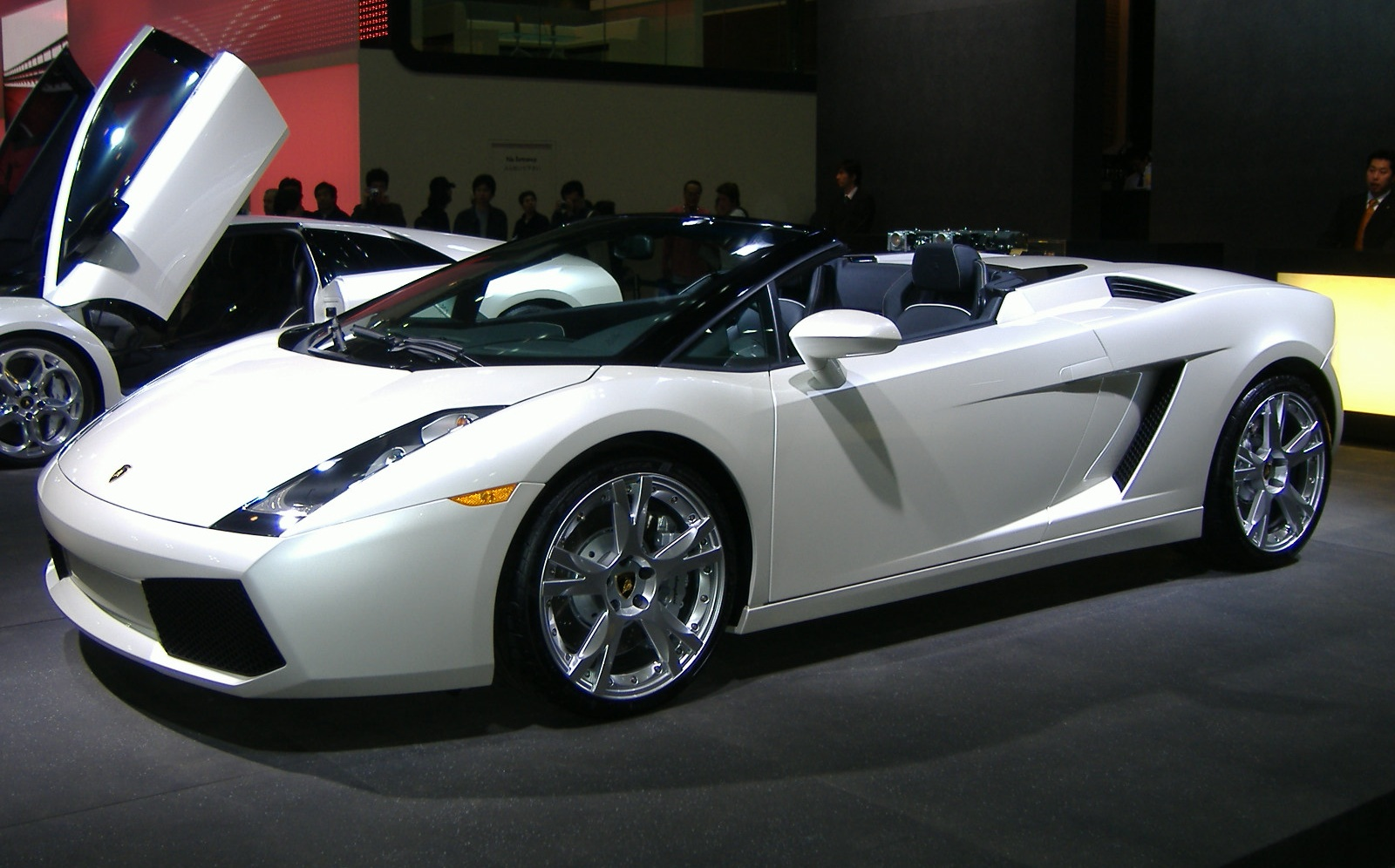
Gallardo Spyder
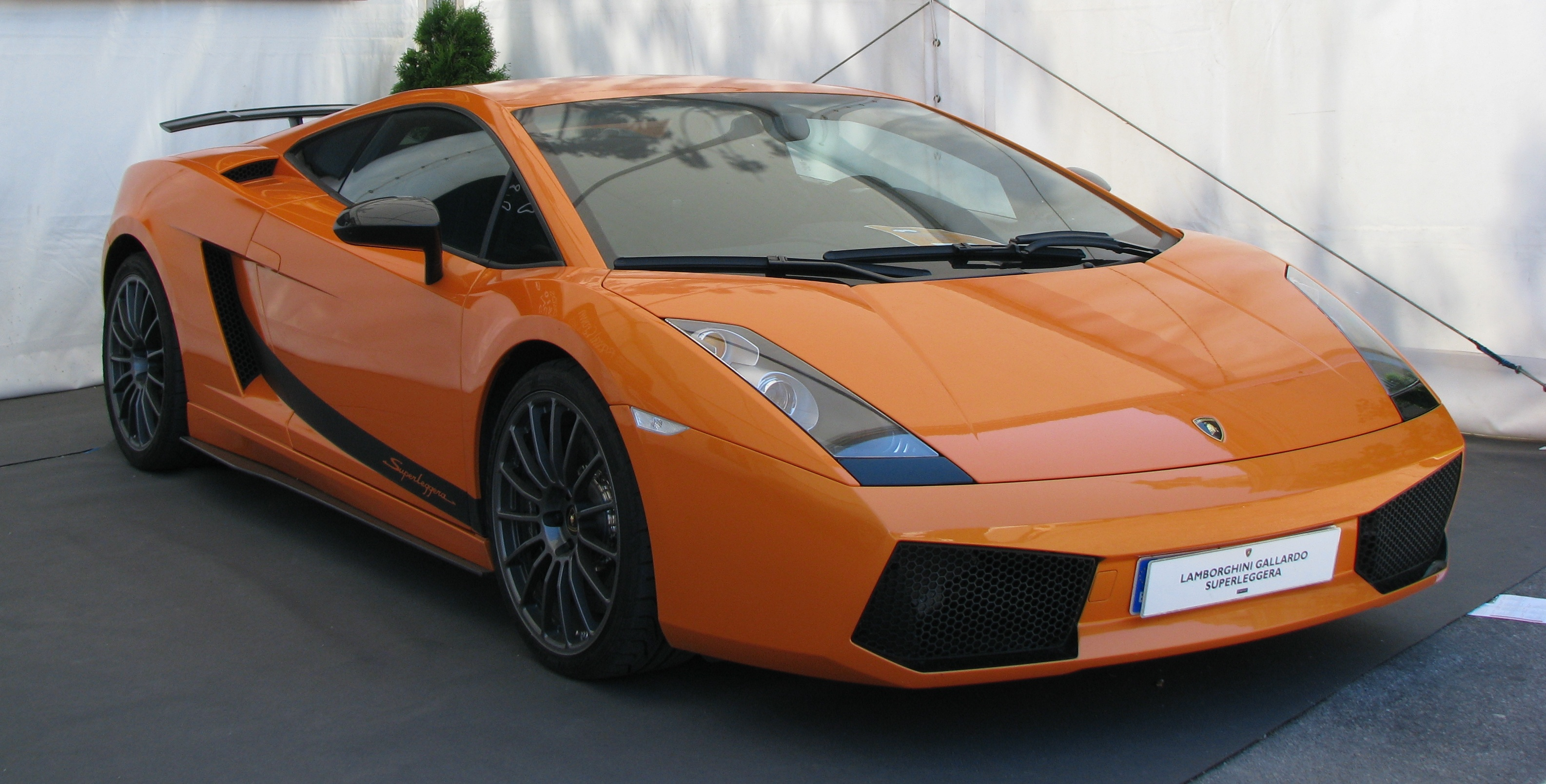
Gallardo Superleggera

### Facelift 2008

#### Gallardo LP 560-4
Der Gallardo LP 560-4 löste das bisherige Coupé ab und stellte damit eine Modellpflege des Grundmodells dar. Lamborghini stellte den LP 560-4 erstmals auf dem Auto-Salon in Genf 2008 vor. Im Mittelpunkt der Modellpflege stand ein neuer Motor, der den 5,0-Liter-V10 ersetzte. Der neue Motor hat 5,2 Liter Hubraum und – erstmals bei Lamborghini – eine Direkteinspritzung. So steigt die Leistung um 60 PS auf die namensgebenden 560 PS (412 kW), das maximale Drehmoment steigt um 30 Newtonmeter auf 540 Newtonmeter und das Auto wird um 45 Millimeter länger als sein Vorgänger. Der Motor basiert auf dem Triebwerk der 2009 eingeführten V10-Variante des Audi R8. Dies ist am Zylinderabstand erkennbar, der statt 88 nun 90 mm beträgt. Des Weiteren wurden besonders Front- und Heckpartie optisch überarbeitet.
Die Beschleunigung konnte auf 3,7 Sekunden aus dem Stand bis 100 km/h sowie auf 11,8 Sekunden von 0 bis 200 km/h verbessert werden; die Höchstgeschwindigkeit wurde auf 325 km/h angehoben. Neben dem neuen Motor wurden der Allradantriebsstrang, die Radaufhängung und aerodynamische Details überarbeitet; zudem wurde der Reibungswiderstand verschiedener mechanischer Bauteile reduziert. Insgesamt konnte so das Fahrzeuggewicht um 20 kg und der Kraftstoffverbrauch um 18 Prozent gesenkt werden; die aerodynamische Effizienz des Abtriebs wurde um 31 Prozent verbessert.

#### Gallardo LP 560-4 Spyder
Der Gallardo LP 560-4 Spyder folgte im Frühjahr 2009 dem Gallardo Spyder nach. Präsentiert wurde er auf der LA Auto Show 2008. Antriebsstrang und Motor sind mit dem Gallardo LP 560-4 Coupé identisch; auch das überarbeitete Design ist an das des Coupés angelehnt. Allerdings benötigt er aufgrund des höheren Gewichtes gegenüber dem Coupé beim Sprint aus dem Stand auf 100 km/h 0,3 Sekunden länger, also 4 statt 3,7 Sekunden. Für den Sprint von 0 bis 200 km/h benötigt er mit 13,1 Sekunden 1,3 Sekunden mehr als das Coupé. Der Lamborghini Gallardo LP 560-4 Spyder wurde zum „SportsCar des Jahres 2009“ in der Kategorie „Cabriolets/Roadster in Serie“ gewählt.

#### Gallardo LP 570-4 Superleggera
Im März 2010 stellt Lamborghini die aktualisierte Version des Superleggera vor. Als Basis hierfür dient der LP 560-4, dessen Leistung um 10 PS auf 570 PS (419 kW) angehoben wurde. Gleichzeitig wurde das Gewicht auf 1340 kg reduziert.

#### Gallardo LP 550-2 Coupé und Spyder
Basierend auf dem Sondermodell „Valentino Balboni“, wurden 2011 ein Coupé und eine Spyder-Variante vorgestellt. Sie verfügen beide über 550 PS (404 kW) und Hinterradantrieb. Durch das Fehlen des Allradantriebs konnte auch das Gewicht reduziert werden. So wiegt das Coupe 120 kg weniger als das LP 560-4 Coupé, die Spyder-Variante wiegt 30 kg weniger.

#### Gallardo LP 570-4 Spyder Performante
Der Gallardo LP 570-4 Spyder Performante wurde im November 2010 als offene Alternative zum Superleggera vorgestellt. Der Motor leistet ebenso wie der im Superleggera 570 PS (419 kW); das Gewicht konnte allerdings aufgrund der Mechanik des automatisch öffnenden Verdecks nur um 65 kg reduziert werden. Der Großteil dieser Gewichtsreduzierung wurde durch die Verwendung von CFK bei der Motorabdeckung, Teilen des Unterbodens und des Diffusors sowie im Innenraum erreicht. Auch die gewichtsoptimierten Aluminiumräder des Superleggeras sorgten für eine Gewichtsersparnis. Die Fahrleistungen des Performante unterscheiden sich zwar kaum vom LP 560-4 Spyder (0,1 Sekunden schneller von 0 bis 100 km/h, dieselbe Höchstgeschwindigkeit von 324 km/h); allerdings wurde das Fahrwerk, wie auch schon beim geschlossenen Superleggera, auf eine sportlichere Fahrweise abgestimmt.

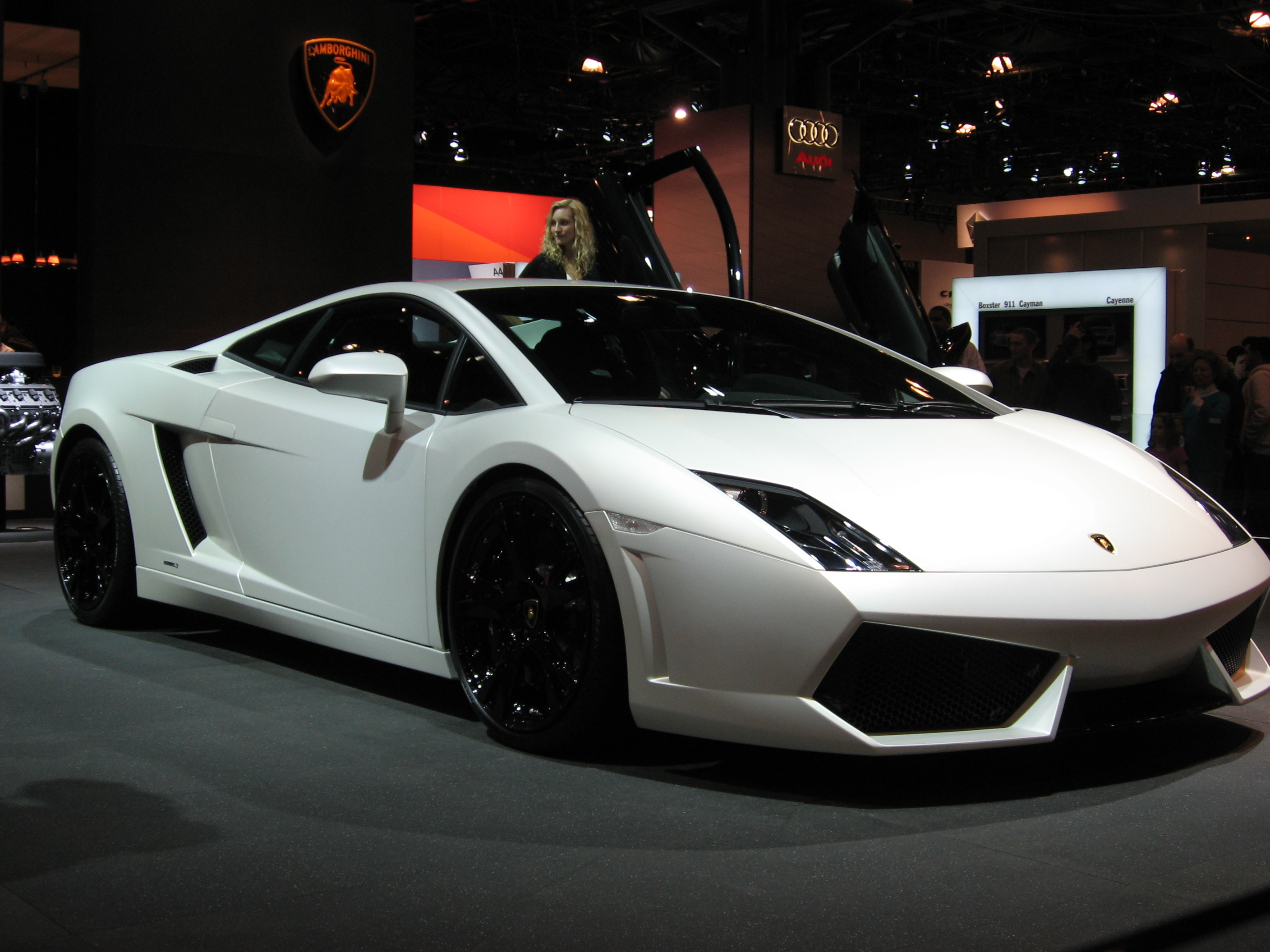
Gallardo LP 560-4 Coupé
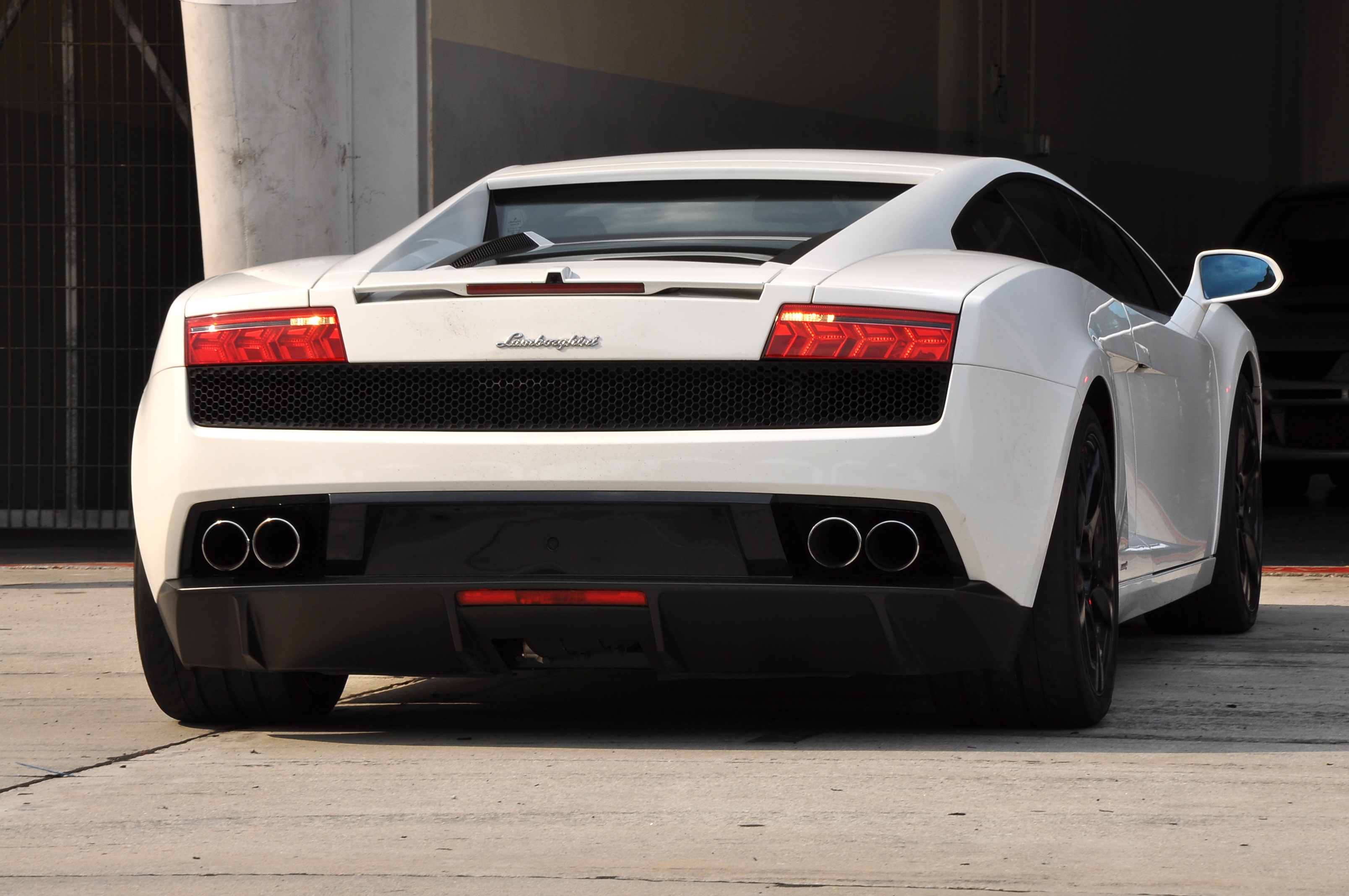
Gallardo LP 560-4 Coupé
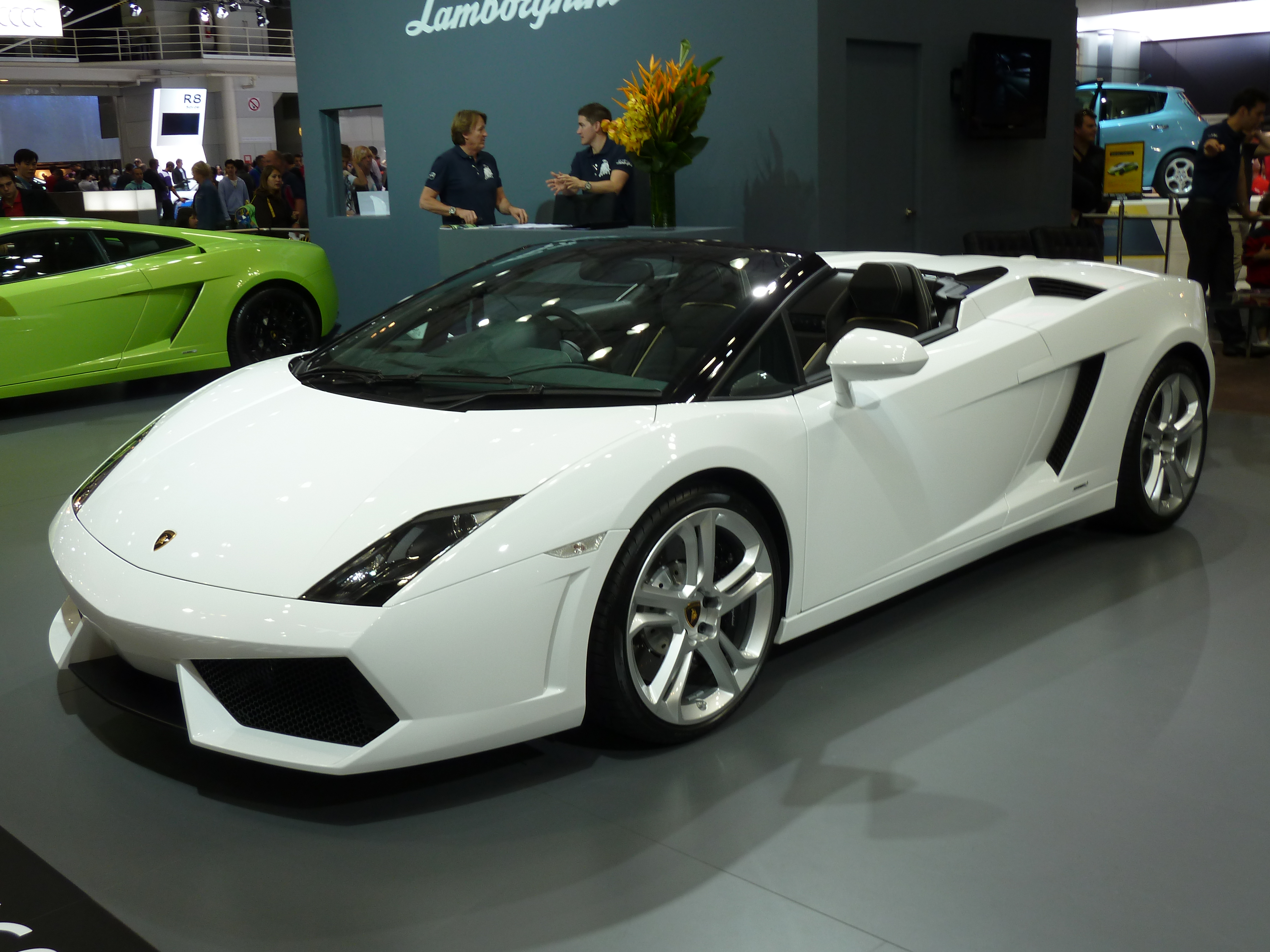
Gallardo LP 560-4 Spyder
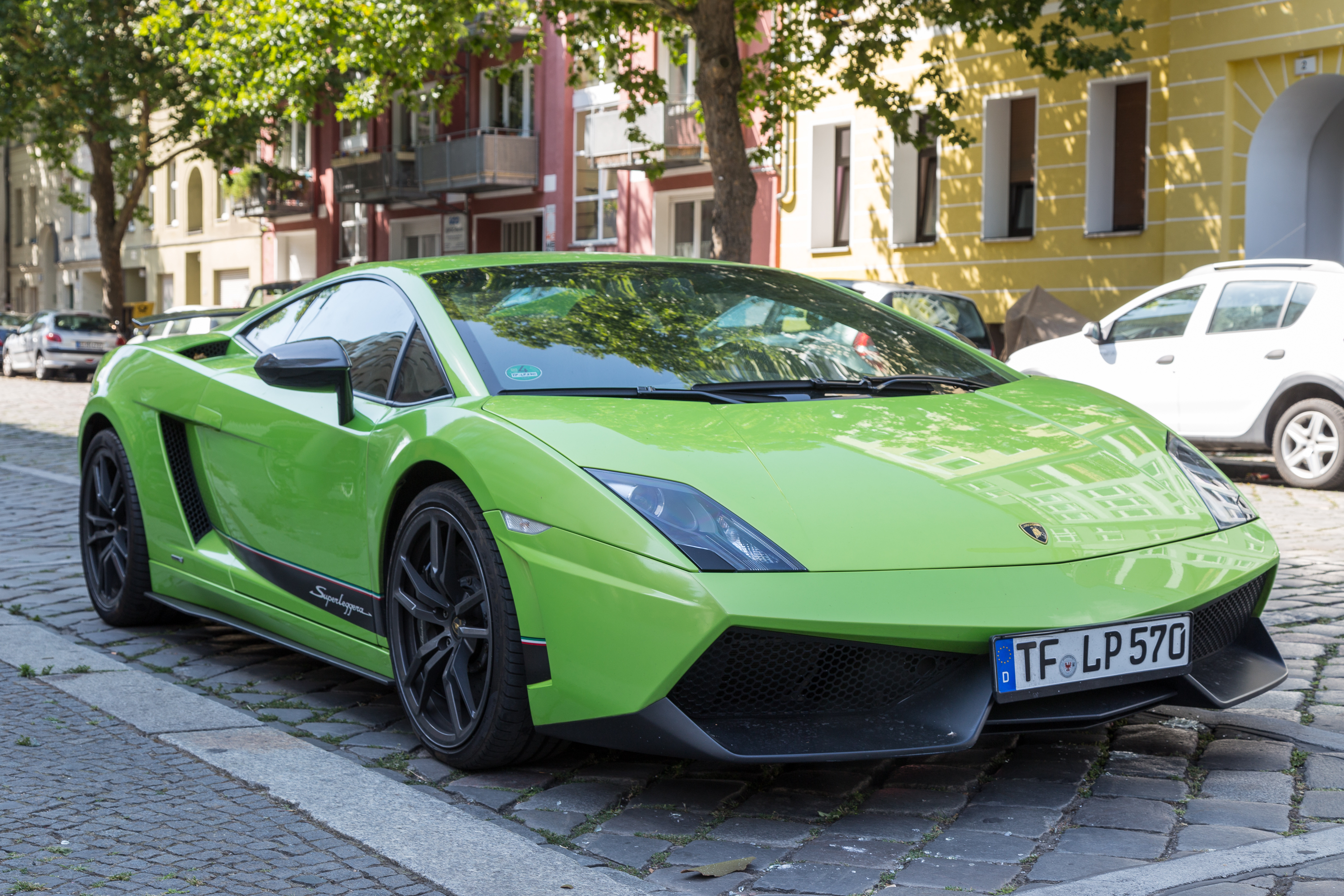
Gallardo LP 570-4 Superleggera
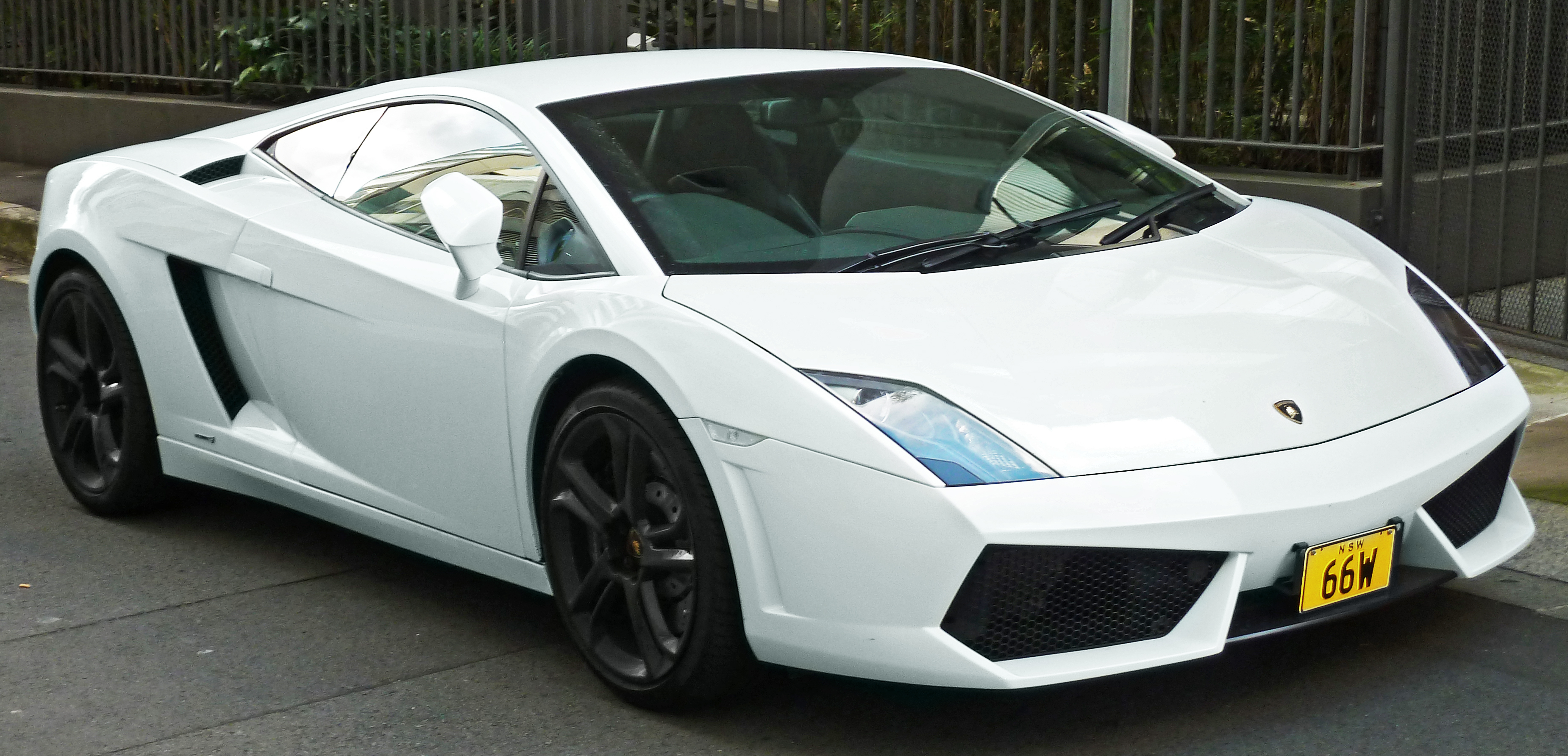
Gallardo LP 550-2 Coupé
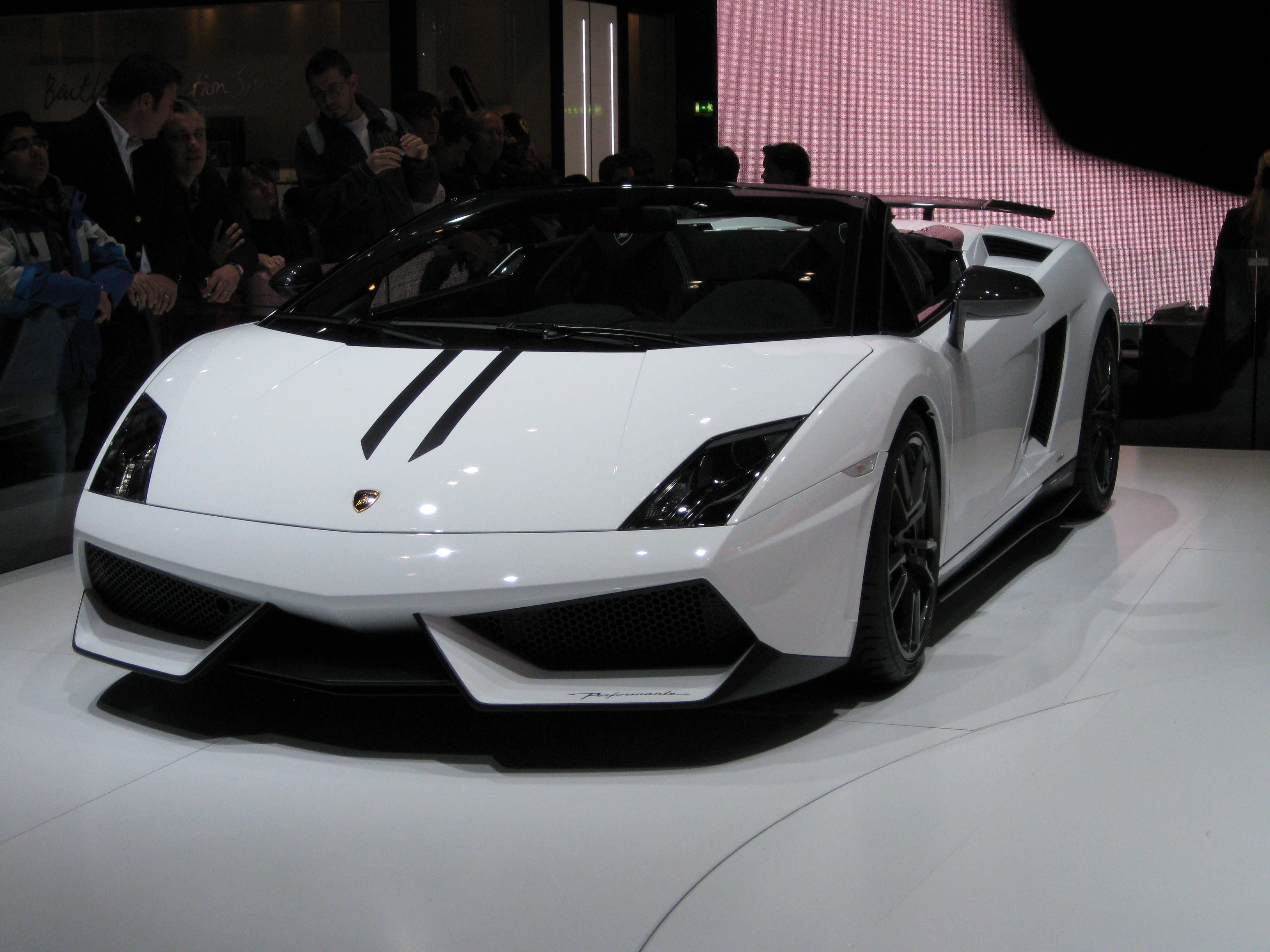
Gallardo LP 570-4 Spyder Performante

### Facelift 2012
Auf der Paris Motor Show 2012 präsentierte Lamborghini eine neue Version des Gallardo LP 560-4. Er unterscheidet sich vom ursprünglichen LP 560-4 vor allem durch ein geändertes Design an Front- und Heckschürze.
Die Front weist nun eine zentrale, trapezförmige Kühleröffnung in der Mitte auf. Die Kühleinlässe am Heck wurden ebenfalls neu entworfen und weisen nun ein trapezförmiges Design mit größerem Querschnitt auf, damit der Motor besser beatmet und gekühlt wird. Ebenfalls neu sind die erstmals erhältlichen 19-Zoll-Alufelgen „Apollo polished“. Technisch wurde der V10 mit 560 PS (412 kW) beibehalten.
Optional gibt es seit dem Facelift 2012 die Möglichkeit, ein Styling-Paket zu ordern, bei dem der untere Frontspoiler, die vorderen Luftgitter und die Querstrebe im Heck schwarz glänzend lackiert sind.

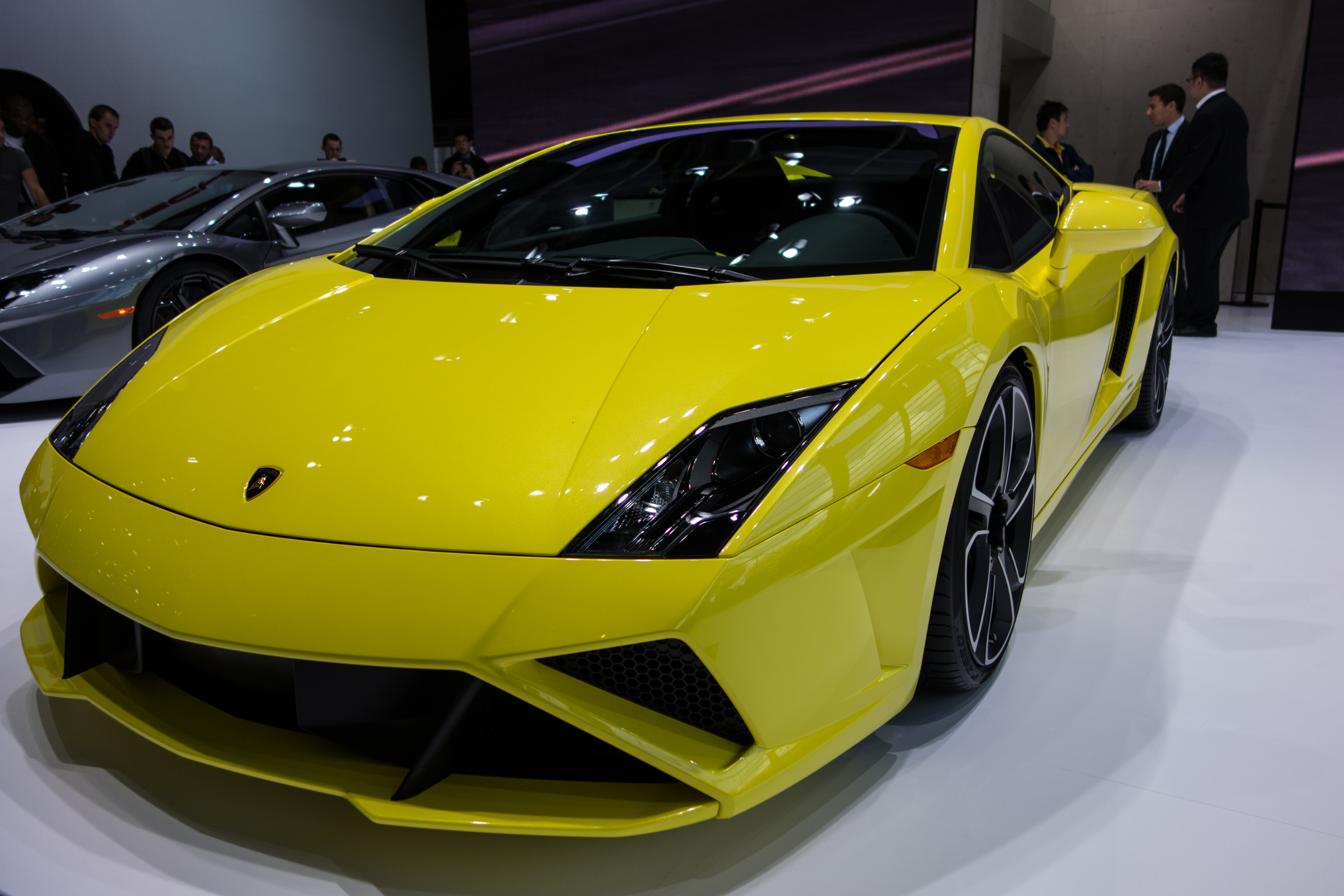
LP 560-4
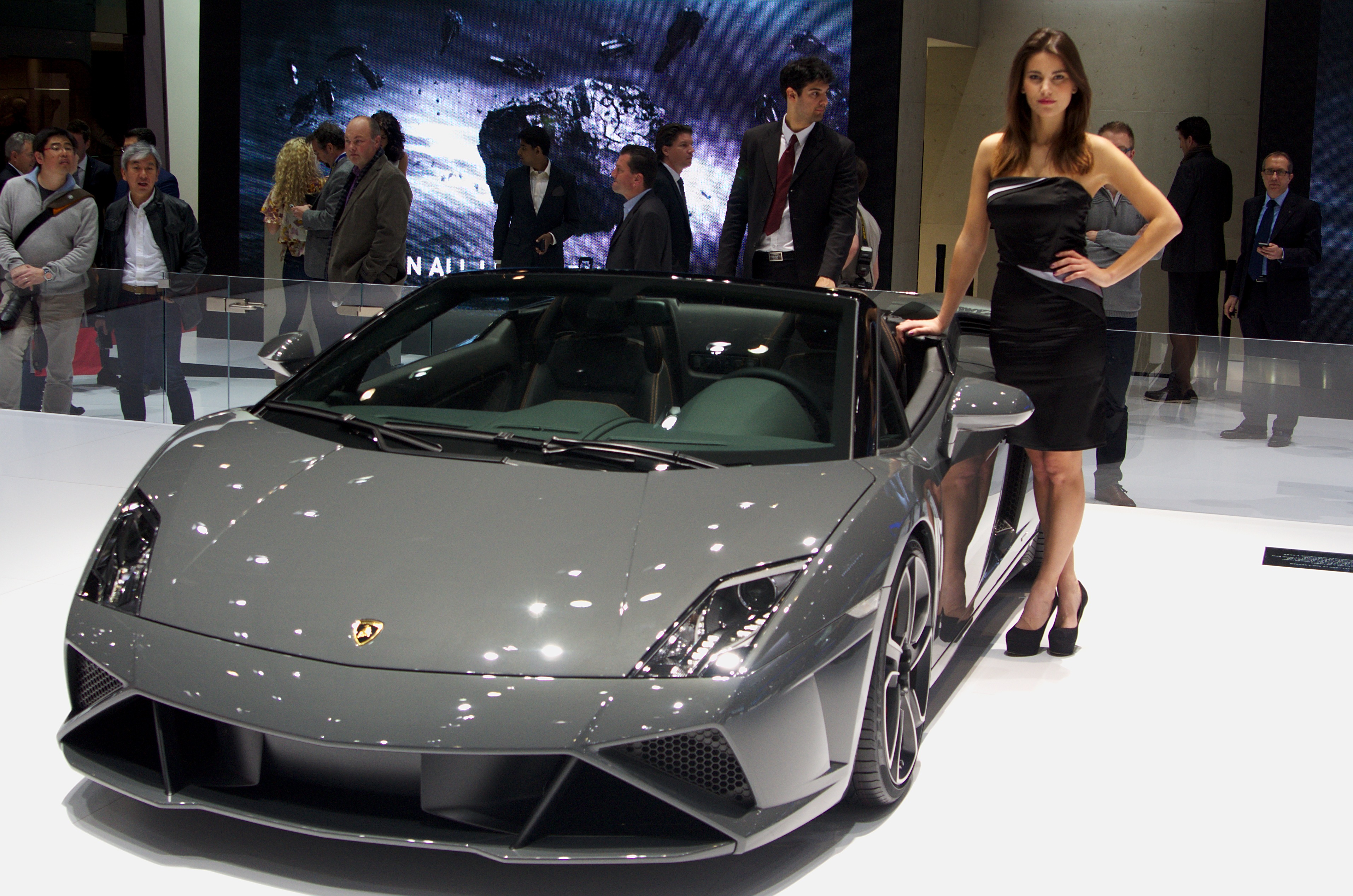
LP 560-4 Spyder

## Sondermodelle

### Gallardo SE

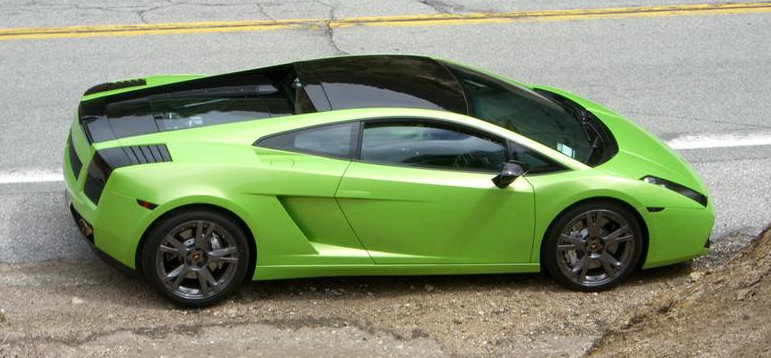
Lamborghini Gallardo SE

Am 19. Juli 2005 kündigte Lamborghini den Gallardo SE (Special Edition) an. Dieser besitzt eine zweifarbige Lackierung und eine sportlichere Innenausstattung. Auffälligstes Merkmal am äußeren Erscheinungsbild dieses auf 250 Exemplare limitierten Sportwagens ist das schwarz lackierte Dach. Im Inneren spiegeln sich die Farben des Äußeren wider (schwarze Sitze, Details in Wagenfarbe). Der Gallardo SE ist in lediglich sechs Lackierungen lieferbar. Dazu zählen zwei Grautöne sowie die Farben Gelb, Orange, Grün und Weiß.
Außerdem besitzt diese Sonderserie eine Heckkamera, ein Sportfahrwerk und ein modifiziertes Getriebe ab Werk. Dieses Modell war ab September 2005 erhältlich und der Preis begann in Europa bei 141.500 Euro zuzüglich Mehrwertsteuer.

### Gallardo Nera

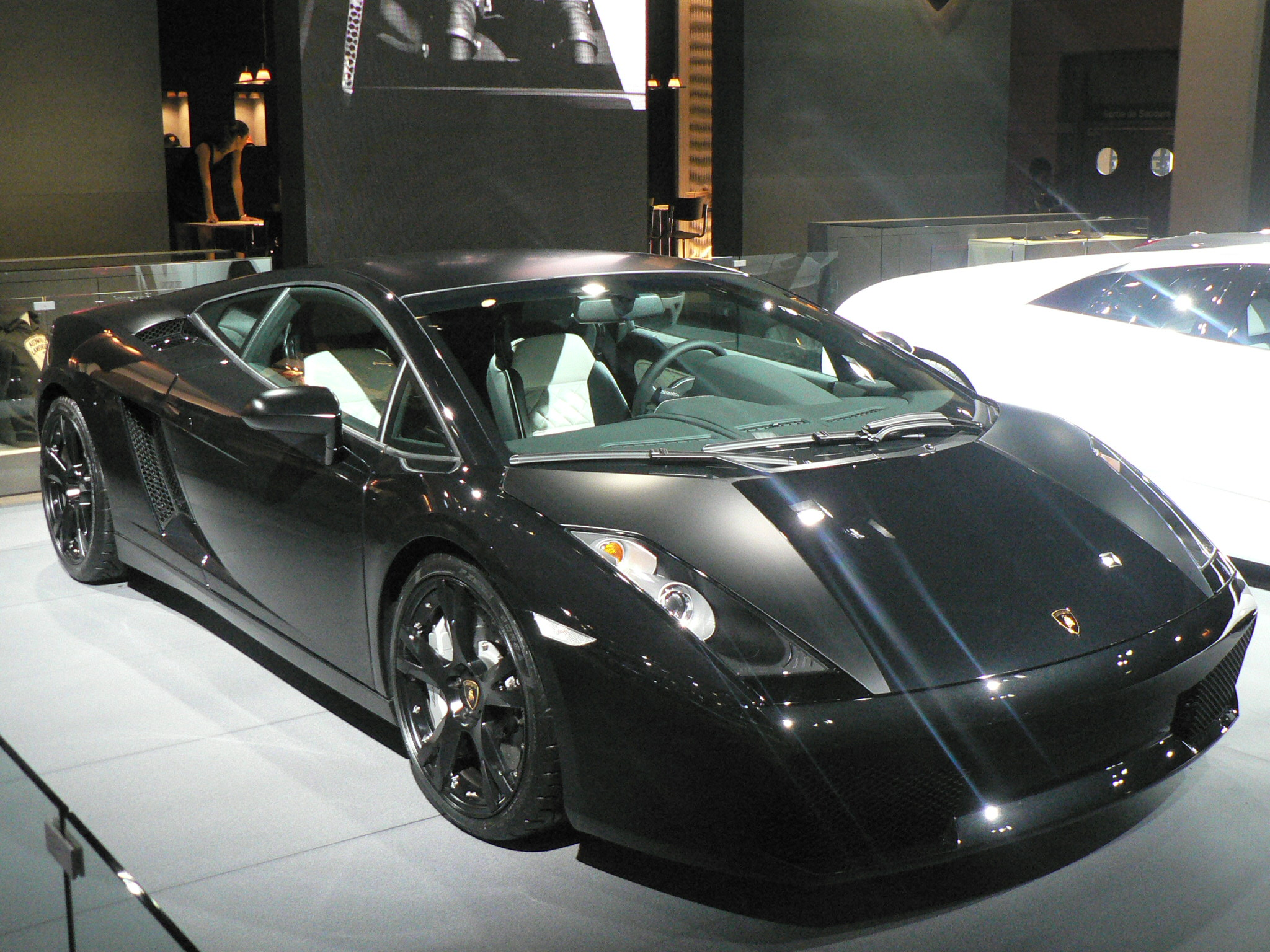
Lamborghini Gallardo Nera

Ab Oktober 2006 bot Lamborghini eine Sonderedition des Gallardo namens Nera an, was das italienische Wort für Schwarz ist. Lackiert ist die Karosserie in zwei Schwarztönen: in glänzendem Nero Serapis und mattem Nero Noctis. Hinzu kommen mattschwarze Felgen und silberne Bremssättel, außerdem Seitenblinker in Weiß und abgedunkelte Heckleuchten. Im Innenraum wechseln sich schwarze Oberflächen mit weißen Lederpolstern ab. Technisch entspricht der Nera dem Standard-Gallardo, wie beim Spyder oder dem Sondermodell SE wurde jedoch auch hier die Leistung des 5,0-Liter-V10-Motors auf 520 PS (382 kW) gesteigert. Zur Serienausstattung des Sondermodells zählen Navigationssystem, Rückfahrkamera, Bordcomputer, Alarmanlage und eine maßgeschneiderte Fahrzeugabdeckung.
Von diesem Auto wurden ab Oktober 2006 185 Exemplare weltweit ausgeliefert, davon 91 in Europa. In Deutschland kostete das Auto 168.200 Euro.
Mit dem exklusiven Modell Nera läutete die Firma Lamborghini ihr neues Individualisierungsprogramm „Ad personam“ ein, was jedem Kunden größte Wahl bei der Kreation seines persönlichen Lamborghinis bietet, wie zum Beispiel freie Gestaltungsmöglichkeiten bezüglich des Materials sowie der Farben und Kombinationen in Interieur und Exterieur. Damit folgt Lamborghini einem bereits länger währenden Trend in der Automobilbranche.

### Gallardo LP 550-2 GZ8 Edizione Limitata
Der Lamborghini Gallardo LP 550-2 GZ8 Edizione Limitata ist bereits die dritte speziell für den chinesischen Markt produzierte Sonderausführung des Gallardo. Der Namenszusatz setzt sich aus „GZ“, einem Kürzel für die Großstadt Guangzhou, in der der Lamborghini-Händler seinen Sitz hat, für den diese Sonderedition entwickelt wurde, und „8“, einer in China als glücksbringende Zahl geltenden Ziffer, zusammen. Der Motor stammt aus dem Gallardo LP 550-2. Auffällig am Exterieur sind ein großer Heckflügel, Karbonteile und diverse orange lackierte Akzente. Vom Gallardo LP 550-2 GZ8 Edizione Limitata wurden nur acht Fahrzeuge hergestellt.

### Gallardo LP 550-2 India Limited Edition
Der Lamborghini Gallardo LP 550-2 India Limited Edition wurde ausschließlich für den indischen Markt produziert und ist in den Farben Arancio Borealis, Bianco Monocerus oder Verde Ithaca erhältlich. Äußerlich erkennbar ist er vor allem an dem Streifen in den Farben der indischen Flagge (orange, weiß, grün), der sich über das gesamte Fahrzeug zieht. Um das Farbkonzept der drei indischen Nationalfarben auch im schwarzen Innenraum beizubehalten, wurden farbige Nähte verwendet: Orange am Fahrersitz, Grün am Beifahrersitz und Weiß an der Mittelkonsole, am Armaturenbrett, am Lenkrad und an den Türverkleidungen. Vom Gallardo LP 550-2 India Limited Edition wurden nur sechs Exemplare hergestellt.

### Gallardo LP 550-2 Malaysia Limited Edition
Die Malaysia Limited Edition des Lamborghini Gallardo LP 550-2 ist eine, wie der Name schon vermuten lässt, speziell für Malaysia produzierte Sonderausführung, welche aus der jahrelangen Zusammenarbeit von Lamborghini Kuala Lumpur und Automobili Lamborghini SpA hervorgegangen ist. Die Technik des Gallardo Malaysia Limited Edition stammt aus dem Gallardo LP 550-2, was bedeutet, dass der Motor eine Leistung von 404 kW (550 PS) hat, welche ausschließlich auf die Hinterräder übertragen wird. Auffällig an der Karosserie ist das vom LP 570-4 Superleggera stammende Bodykit. Der Innenraum stammt hingegen aus dem „normalen“ LP 560-4. Der Gallardo LP 550-2 Malaysia Limited Edition ist limitiert auf zwanzig Fahrzeuge.

### Gallardo LP 550-2 Singapore Limited Edition
Nicht nur der Name dieser Sonderversion ähnelt stark dem der Gallardo LP 550-2 Malaysia Limited Edition, sondern auch das Konzept des Wagens. Auch die Singapore Limited Edition verbindet die Technik des LP 550-2 mit der Optik des LP 570-4 Superleggera. Einziger Unterschied zur Malaysia Limited Edition ist, dass die für Singapur angefertigte Version ausschließlich in den Farben Weiß und Schwarz, jeweils in Kombination mit roten Seitenstreifen und einer Abbildung des südostasiatischen Merlions. Alle zehn Exemplare wurden bereits an ihre Besitzer ausgeliefert.

### Gallardo LP 550-2 Speciale HK20
Mit dem Gallardo LP 550-2 Speciale HK20 feiert Lamborghini das zwanzigjährige Bestehen von Lamborghini Hong Kong. Die wichtigsten optischen Eigenschaften sind die goldenen Streifen, goldene Felgen, rote Schaltwippen, goldene Nähte im Innenraum und verchromte Auspuffendrohre. Der Motor wurde unverändert vom Gallardo LP 550-2 übernommen. Genauso wie beim Gallardo LP 550-2 GZ8 Edizione Limitata wurden auch vom Speciale HK20 nur acht Exemplare gebaut.

### Gallardo LP 550-2 Tricolore
Mit dem Gallardo LP 550-2 Tricolore feiert Lamborghini das 150-jährige Jubiläum der italienischen Staatsgründung. Der von Hand lackierte Tricolore-Streifen in den italienischen Nationalfarben Grün, Weiß und Rot reicht von der Fronthaube über das Dach und den Rahmen der transparenten Motorabdeckung bis zum Heckspoiler. Als Basisfarben sind ein leuchtendes Weiß namens Bianco Monocerus oder der Schwarzton Nero Noctis erhältlich. Zur Innenausstattung des Tricolore gehört schwarzes Leder im Ton Nero Perseus. Der Tricolore-Streifen im Fahrersitz, ein eingestickter Schriftzug und eine Plakette weisen die „Special Edition“ aus. Der Motor wurde unverändert vom Gallardo LP 550-2 übernommen. Der Gallardo LP 550-2 Tricolore ist auf 150 Exemplare limitiert.

### Gallardo LP 550-2 Valentino Balboni

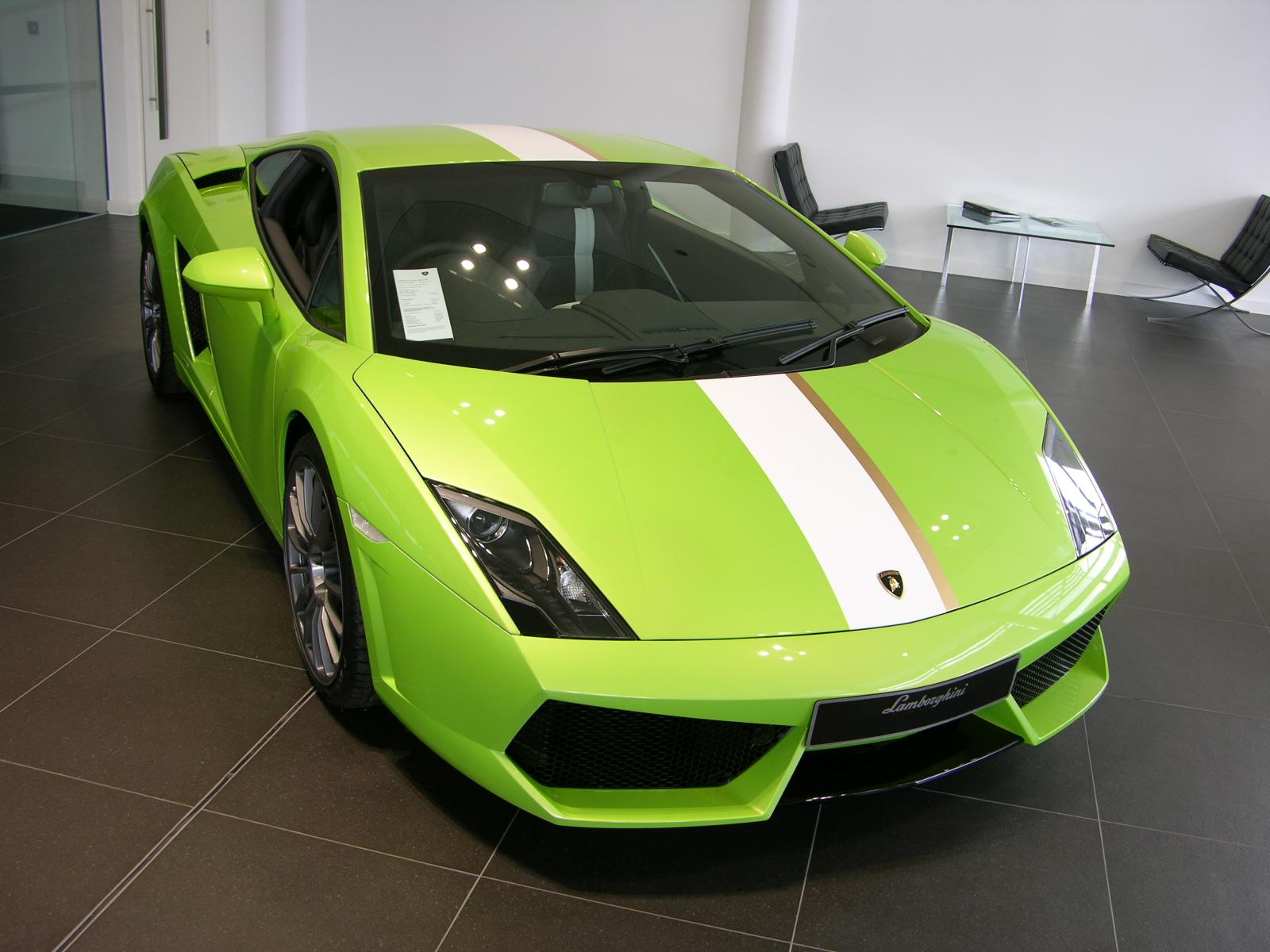
Gallardo LP 550-2 Valentino Balboni

Beim Lamborghini Gallardo LP 550-2 Valentino Balboni handelt es sich um eine im Juli 2009 vorgestellte Sonderversion des Gallardo LP 560-4. Der Name des Fahrzeugs leitet sich vom Namen des langjährigen Lamborghini-Testfahrers Valentino Balboni ab. Das Besondere an diesem Fahrzeug ist, dass es der einzige aktuelle Lamborghini mit Hinterradantrieb und Handschaltung ist. Außerdem wurde die Leistung um 7 kW verringert und das Gewicht auf 1380 kg reduziert. Äußerlich erkennbar ist das auf 250 Stück limitierte Sondermodell vor allem an dem weiß-goldenen Streifen, der sich über das gesamte Fahrzeug zieht. Im Innenraum werden schwarze Ledersitze und eine mit weißem Leder bezogene Mittelkonsole verbaut, welche eine offene Schaltkulisse beherbergt. Den Sprint von 0 auf 100 km/h bewältigt der LP 550-2 in 3,9 s; die Höchstgeschwindigkeit liegt bei 320 km/h. Um mit dem neuen Hinterradantrieb besser umgehen zu können, wurden auch Fahrwerk, ESP und Heckdifferential verändert.

### Gallardo LP 560-4 Bianco Rosso
Lamborghini stellte 2012 die speziell für den japanischen Markt entwickelte Gallardo-Sonderedition namens LP 560-4 Bianco Rosso (deutsch: Weiß-Rot) zum 45-jährigen Jubiläum der Lamborghini-Importe nach Japan vor. Das weiß-rote Design ist auf die japanische Nationalflagge zurückzuführen, wobei die schwarzen Felgen nur dem Kontrast dienen. Das Interieur wurde speziell für den Bianco Rosso im Lamborghini Design Center überarbeitet und ist schwarz-rot gehalten. An der Technik des Autos wurde gegenüber dem normalen LP 560-4 nichts verändert. Vom Gallardo LP 560-4 Bianco Rosso wurden nur zehn Fahrzeuge gebaut.

### Gallardo LP 560-4 Gold Edition
Eine weitere eigens für China produzierte Sonderedition des Gallardo ist die Gold Edition. Besonderheiten dieser Version sind der goldene Lack, neue Felgen, eine extra angefertigte neue Motorabdeckung und rote Nähte im Interieur. Die Technik stammt aus dem Gallardo LP 560-4 und wurde nicht verändert. Im Gegensatz zu den beiden anderen ausschließlich in China angebotenen Sonderausführungen des Gallardo gibt es von der Gold Edition nicht acht, sondern zehn Fahrzeuge.

### Gallardo LP 560-4 Noctis
Für den philippinischen Markt wurde die Sonderedition LP 560-4 Noctis (lateinisch für „Nacht“) entwickelt. Optisch ist er an der dreifarbigen Lackierung zu erkennen. Als Grundfarbe stehen Blu Fontis (Blau) und Grigio Lynx (Grau) zur Auswahl. Das Dach ist im Schwarzton Nero Noctis lackiert. Die Dachsäulen sind im Silberton Grigio Thalasso gehalten. Im Innenraum kommen helles Alcantara und schwarzes Leder zur Verwendung.

### Gallardo LP 570-4 Blancpain Edition
Der Lamborghini Gallardo LP 570-4 Blancpain Edition ist eine in Zusammenarbeit mit der Schweizer Uhrenmanufaktur Blancpain entstandene Sonderserie des Gallardo LP 570-4 Superleggera. Der Grund für diese Zusammenarbeit liegt im gemeinsamen Engagement im Rennsport, vor allem innerhalb der Lamborghini Blancpain Super Trofeo. Das Sondermodell verfügt über denselben Motor wie der Gallardo LP 570-4 Superleggera. Äußerlich erkennt man die Blancpain Edition vor allem an dem – im Vergleich zum Superleggera – vergrößerten Heckflügel, der mattschwarzen Lackierung, der geänderten Motorabdeckung und dem aus CFK bestehenden Heckdiffusor.

### Gallardo LP 570-4 Squadra Corse

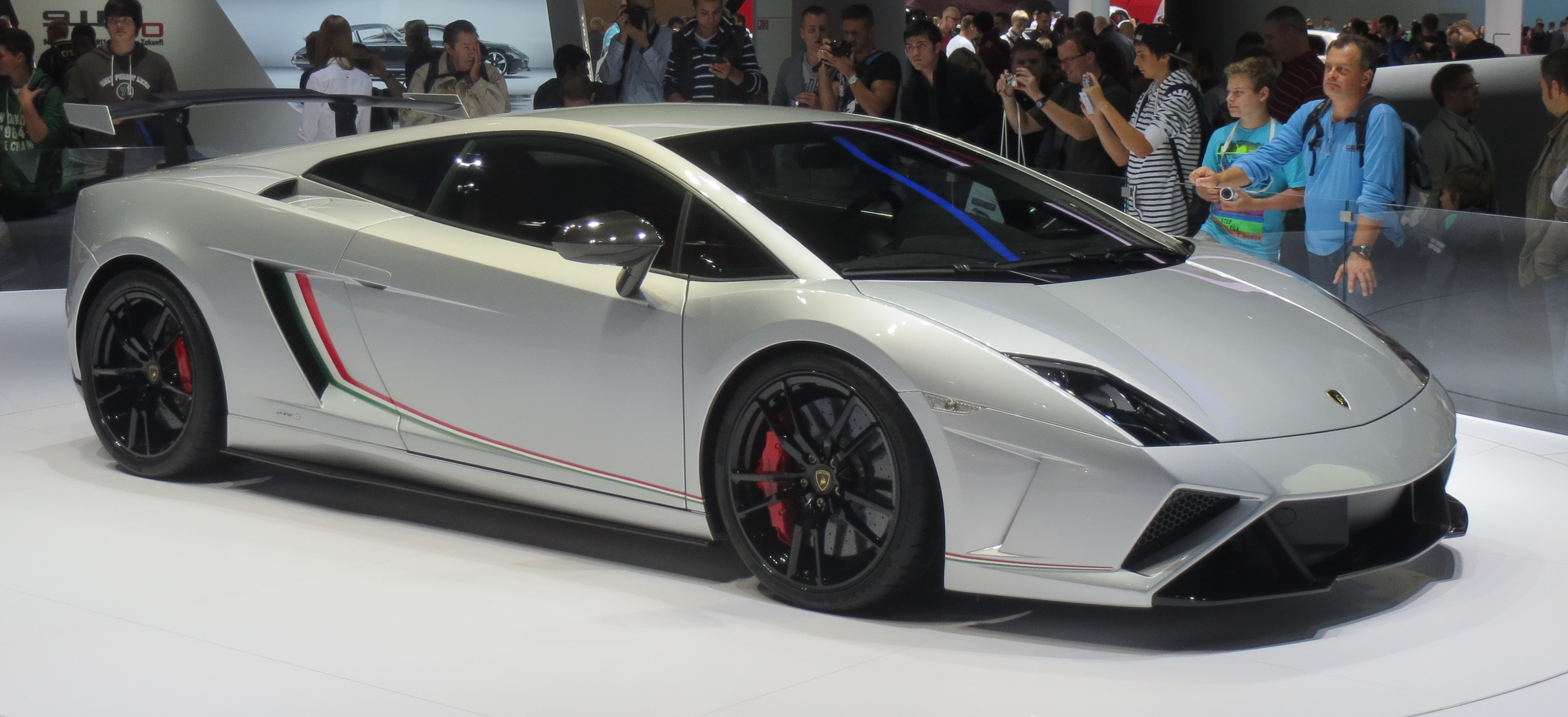
Gallardo LP570-4 Squadra Corse

Mit dem Squadra Corse stellte Lamborghini im August 2013 die erste Sonderversion vor, die auf dem Facelift-Modell des Gallardo LP 560-4 basiert. Der Motor des Fahrzeugs erzeugt 419 kW (570 PS) bei 8000/min. Das Leergewicht wurde gegenüber dem LP 560-4 um 70 kg auf 1340 kg gesenkt, wodurch es möglich ist, innerhalb von 3,4 Sekunden von 0 auf 100 km/h zu beschleunigen. Darüber hinaus verfügt der Wagen über einen großen Heckspoiler und ein so genanntes Quick-Release-System für die Motorhaube. Diese Komponenten wurden von der Rennversion Gallardo LP 570-4 Super Trofeo übernommen. Der LP 570-4 Squadra Corse wurde auf der IAA Frankfurt 2013 vorgestellt.

### Gallardo LP 570-4 Superleggera Edizione Tecnica

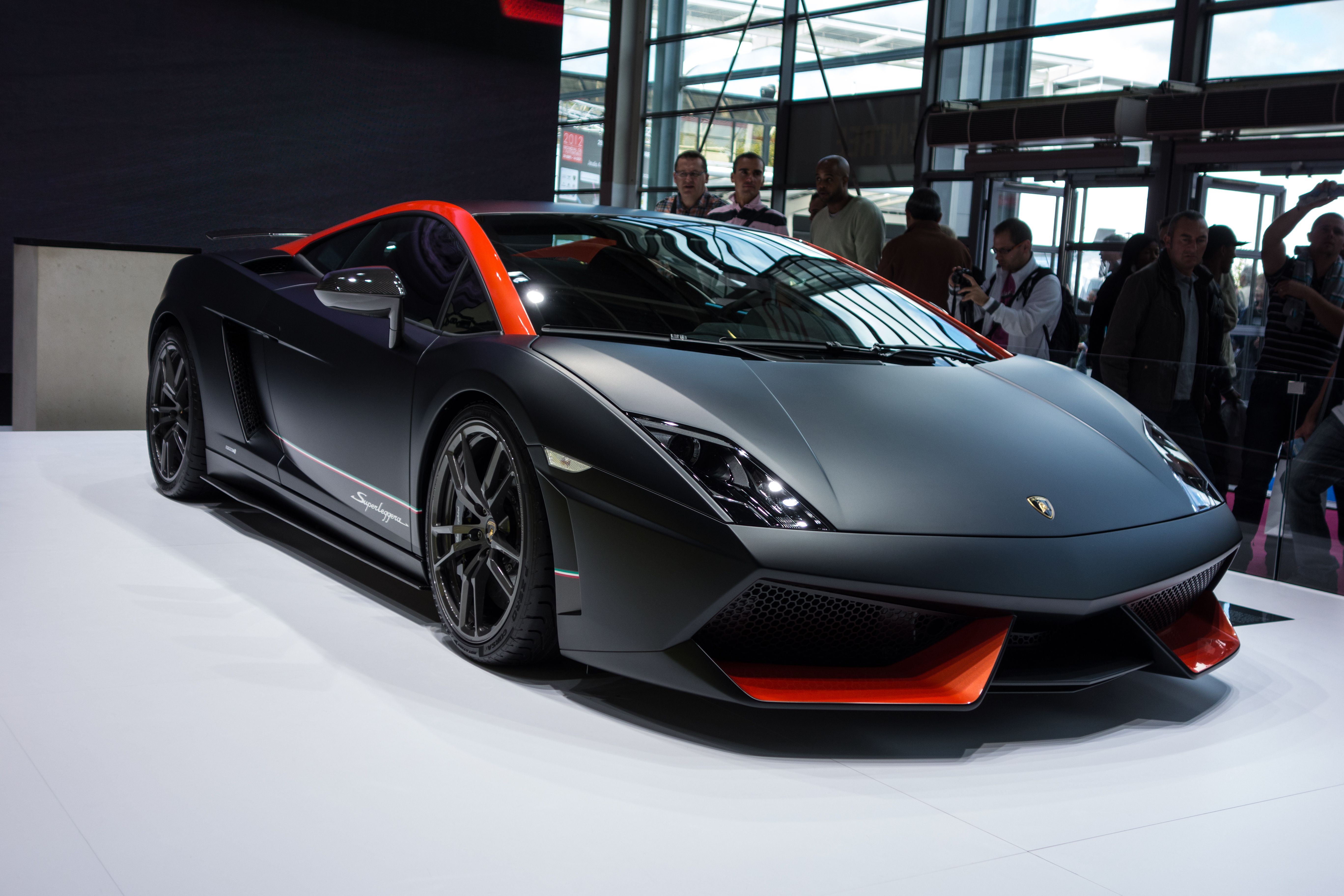
Gallardo LP 570-4 Superleggera Edizione Tecnica

Der auf dem Pariser Autosalon 2012 vorgestellte Lamborghini Gallardo LP 570-4 Superleggera Edizione Tecnica ist eine Sonderedition des Gallardo, welche auf dem LP 570-4 Superleggera basiert. Mit der Edizione Tecnica bietet Lamborghini ihren Kunden deutlich vielfältigere Konfigurationsmöglichkeiten an. So kann man sich nicht nur zwischen den standardmäßig angebotenen Farben entscheiden, sondern auch das sogenannte Ad-Personam-Programm von Lamborghini in Anspruch nehmen, um exakt die Farbe auszuwählen, die man sich für seinen Gallardo LP 570-4 Superleggera Edizione Tecnica wünscht. Auch eine zweifarbige Lackierung ist möglich. Die Technik stammt aus dem „normalen“ LP 570-4 und wurde nicht verändert.

### Gallardo LP 570-4 Super Trofeo Stradale

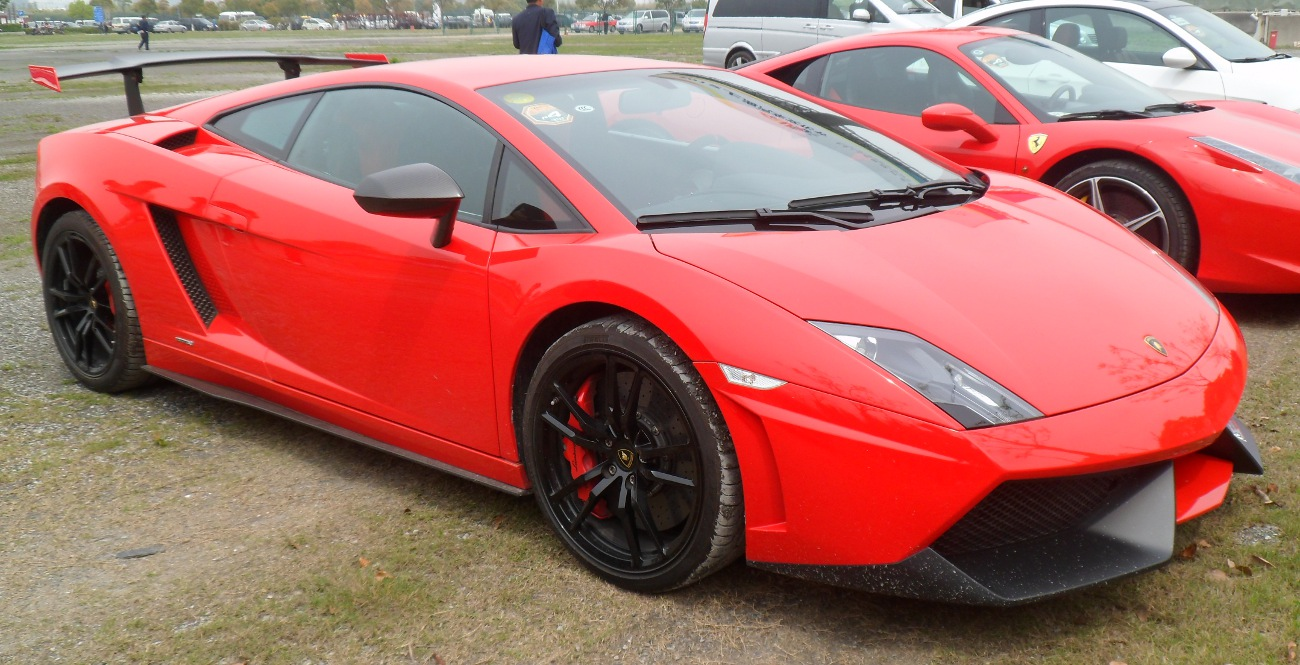
Gallardo Super Trofeo Stradale

Ebenfalls in Anlehnung an die Super Trofeo wurde 2011 ein weiteres Sondermodell vorgestellt. Der auf nur 150 Stück limitierte Gallardo LP 570-4 Super Trofeo Stradale verfügt bei gleichem Motor und ähnlichen Leistungsdaten wie das Superleggera-Modell über eine geänderte Innenausstattung und andere äußere Anbauteile wie größere Flügel und Schürzen. Auf Wunsch ist das Modell in der für Lamborghini eigentlich untypischen Farbe Rot zu haben.

## Konzeptfahrzeuge und Einzelstücke

### Lamborghini Concept S

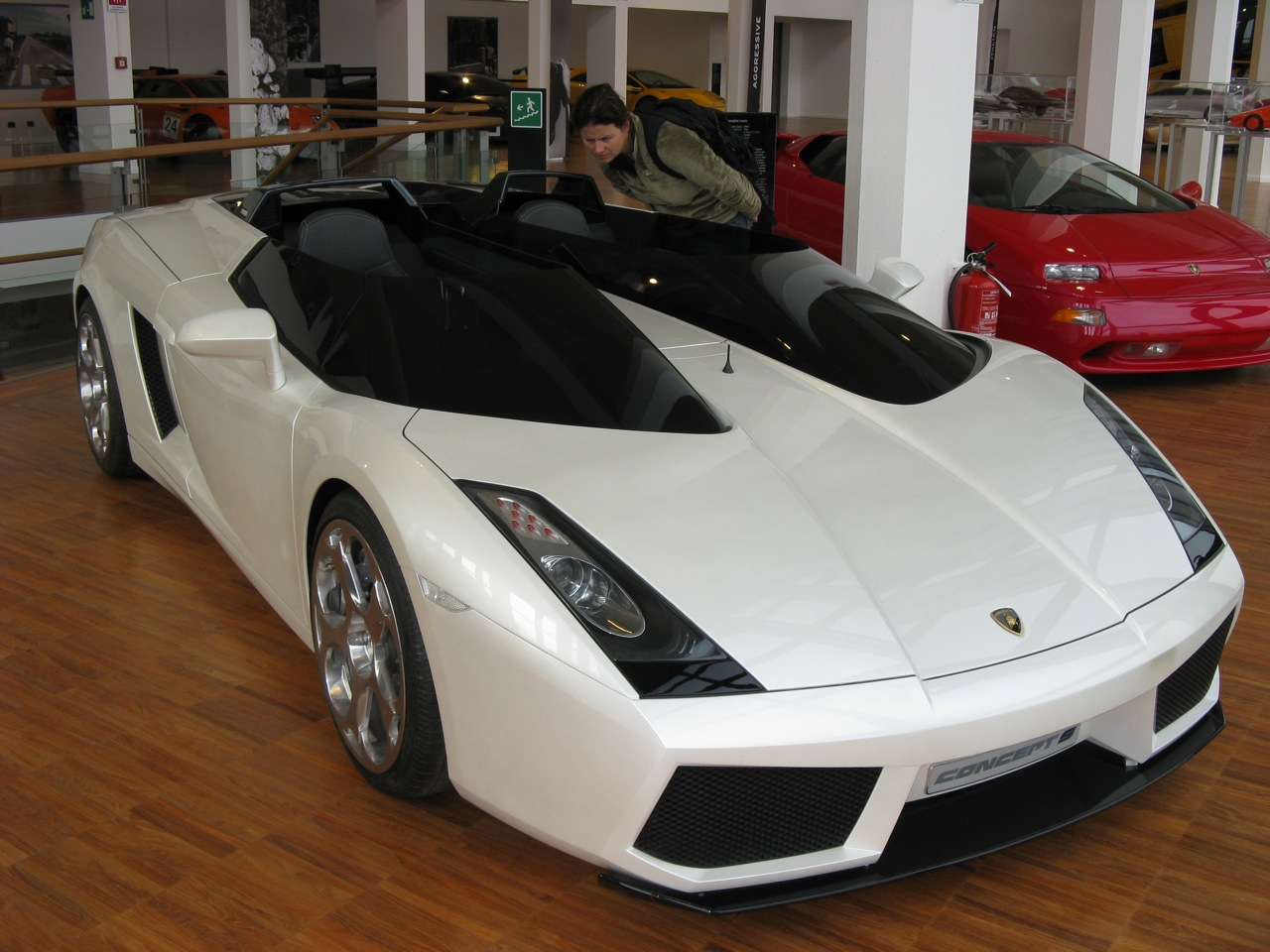
Lamborghini Concept S im Lamborghini-Museum

Der Lamborghini Concept S ist ein 2005 auf dem Concorso Italiano in Monterey und dem Concours d’Elegance in Pebble Beach präsentierter Prototyp. Als reines Showcar ohne Motor wurde er bereits auf dem Genfer Auto-Salon im März 2005 gezeigt. Der Designer des Wagens, Luc Donckerwolke, fand Inspiration bei klassischen einsitzigen Supersportwagen. Ein besonders Designelement ist die Saute-vent-Windschutzscheibe, die nur aus einem gläsernen Windabweiser besteht, der ähnlich wie bei einem Porsche 550 den Luftstrom über den Kopf des Fahrers leitet. Außerdem ist der Innenraum des Concept S zweigeteilt. Das restliche Design stammt fast zur Gänze vom Gallardo, ebenso wie die Technik.

### Polizeifahrzeug

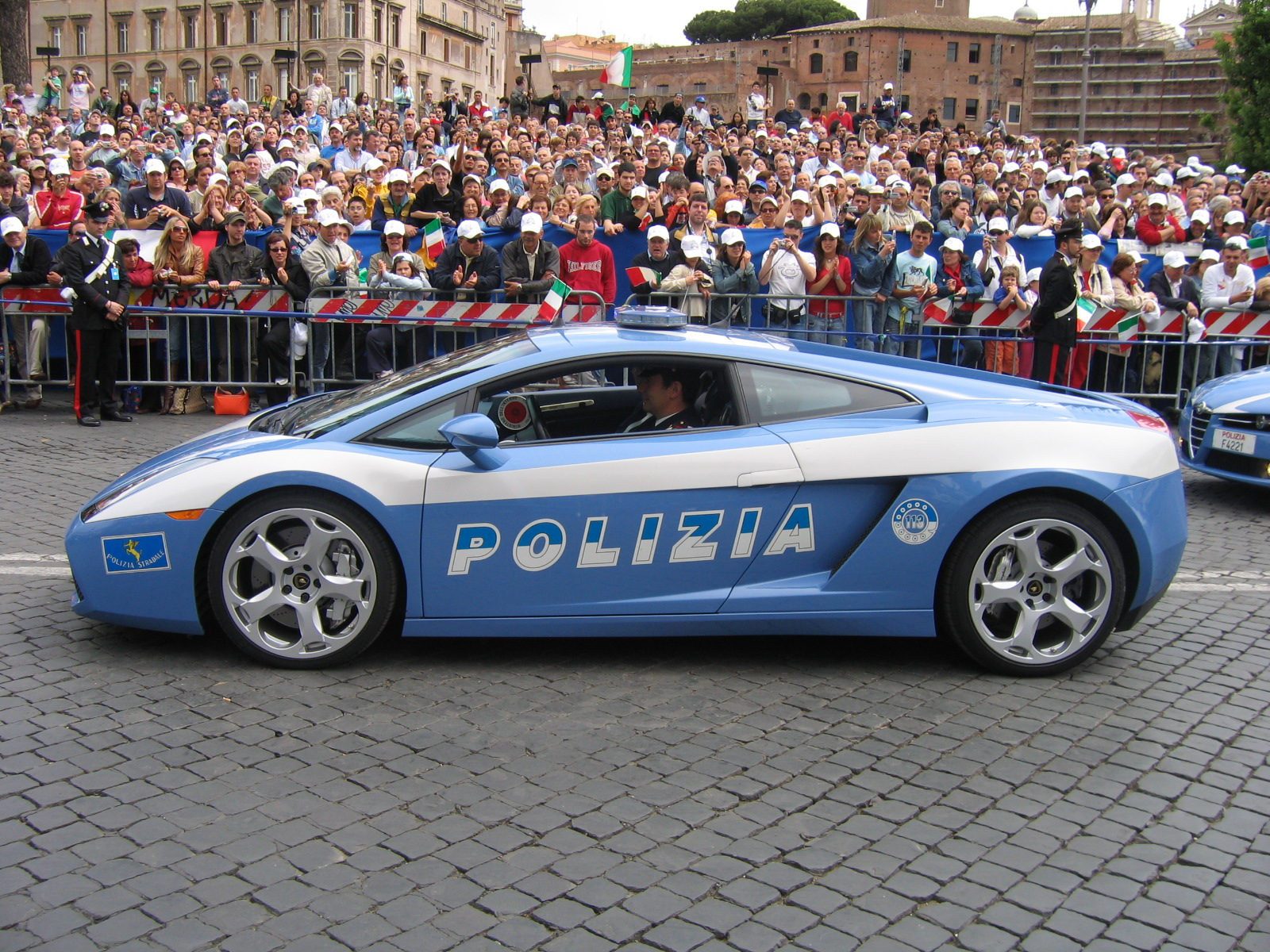
Der Gallardo als Streifenwagen der italienischen Autobahnpolizei

Ein Exemplar des Gallardo, in den Farben Blau und Weiß lackiert und mit einem extra flachen Blaulicht auf dem Dach ausgerüstet, erhielt die italienische Autobahnpolizei (Polizia Stradale) im Jahr 2004 zu deren 52. Geburtstag von Lamborghini. Das Fahrzeug ist mit einer Videoanlage zur Verfolgung bei hohen Geschwindigkeiten ausgestattet und wird auf den italienischen Autobahnen tatsächlich bei Notfällen, eiligen Einsätzen, aber hauptsächlich zu Public-Relations-Zwecken verwendet.
Ende Oktober 2008 übergab Lamborghini einen weiteren modifizierten Gallardo, diesmal einen LP 560-4, an die Behörden. Dieses Fahrzeug ist mit einem Kühlschrank zum Organtransport und einem Defibrillator ausgestattet.
Der erste Wagen wurde im Dezember 2009 bei einem Unfall zerstört.

### Gallardo Italia
Der Gallardo Italia wurde ein Jahr nach dem Sieg der italienischen Nationalmannschaft beim Finale der Fußball-Weltmeisterschaft 2006 in Berlin präsentiert. Das Einzelstück ist im Blau der italienischen Nationalmannschaft gehalten. Auf dem Dach befindet sich die italienische Flagge. Der Motor wurde außerdem gold überzogen und soll damit an den WM-Pokal erinnern. Der Innenraum wurde mit blauem Alcantara-Stoff bezogen.

### Gallardo V8
Der Gallardo V8 sollte die Lamborghini-Produktpalette preislich nach unten erweitern. Diese Einstiegsversion wurde nie offiziell angekündigt oder präsentiert; auf Grund gesichteter Testexemplare vermuteten Journalisten jedoch, dass diese Version statt mit einem 10-Zylinder-Motor mit einem V8-Motor von Audi ausgestattet sein würde. Nach Schätzungen soll die Leistung des Motors über den 309 kW (420 PS) des stärksten Audi-V8-Motors liegen.

## Motorsport

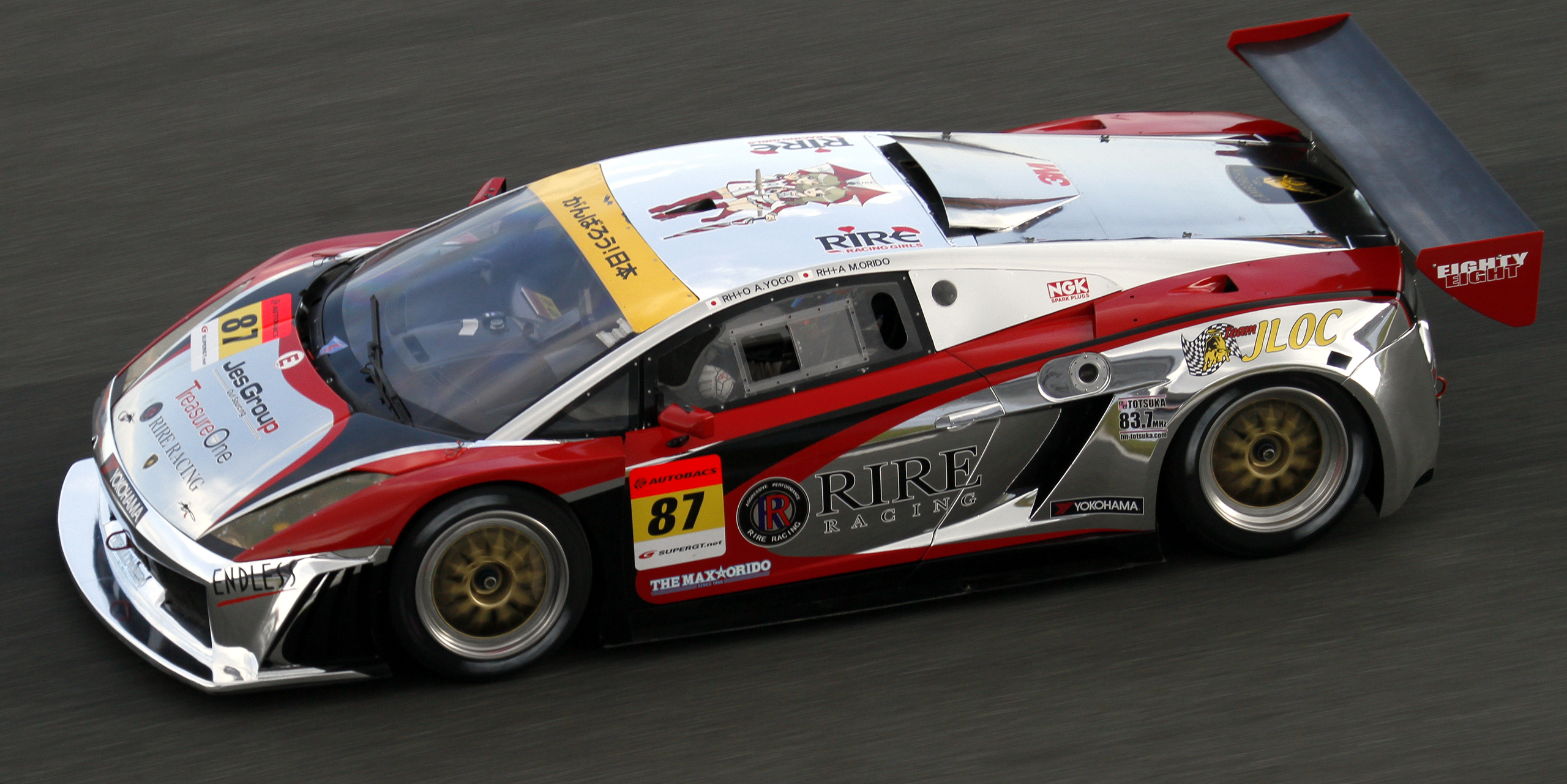
Gallardo der japanischen Super-GT-Meisterschaft

### FIA GT3
Seit 2005 sind Modelle des Gallardo in der Gruppe GT3 der FIA zugelassen. Entwickelt wurde dieses seriennahe Modell, wie schon der Murciélago R-GT, von der deutschen Firma Reiter Engineering.

### Super GT
Auch in der japanischen GT-Meisterschaft Super GT ist der Gallardo dank privater Unternehmer in der GT300-Klasse vertreten. Dafür war es notwendig, die Leistung des Gallardos auf 300 PS zu drosseln und das Fahrzeug auf reinen Hinterradantrieb umzubauen. Nach anfänglichen Startschwierigkeiten ist der Gallardo seit etwa 2009 konkurrenzfähig.

### Lamborghini Blancpain Super Trofeo

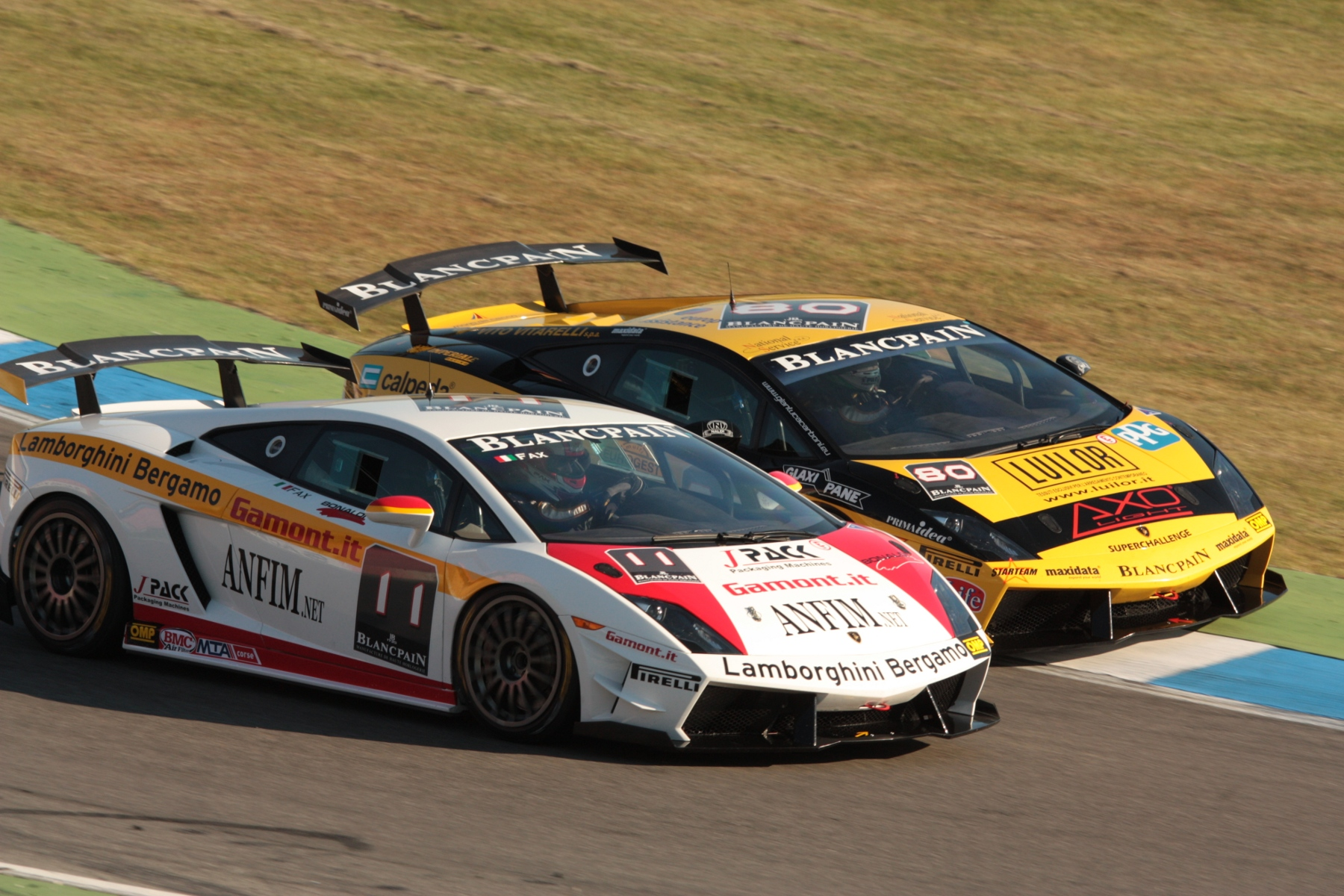
Zwei Gallardo Super Trofeo beim Rennen in Hockenheim 2011

2009 stellte Lamborghini in Zusammenarbeit mit der schweizerischen Uhrenmanufaktur Blancpain den „schnellsten Markenpokal der Welt“ vor. Darin wird eine spezielle Rennversion des neuen Gallardo LP 560-4 mit verändertem Chassis, geringerem Gewicht und etwas höherer Leistung verwendet. Die Fahrzeuge nehmen an Rennen im Rahmen der Deutschen Tourenwagen-Meisterschaft, der FIA-GT-Meisterschaft und auch der World Touring Car Championship (WTCC) teil. Insgesamt besteht die Serie aus 18 Rennen und 30 Teams, davon einige private, mehrere von Händlern und ein offizielles Team von Lamborghini, welches bei jedem Rennen Gastfahrer einsetzt.

### American Le Mans Series
2011 setzte das Team West Racing für einige Rennen einen modifizierten Gallardo LP 560-4 GT ein. Doch bereits im Juni desselben Jahres verkündete das Team, an einem neuen Auto zu arbeiten und den Lamborghini daher nicht mehr weiter einzusetzen.

### VLN
Von 2006 bis Anfang 2009 setzte der deutsche Rennstall Raeder Motorsport einen in Eigenregie umgebauten Rennwagen für die Klasse SP8 auf Basis des Lamborghini Gallardo bei der VLN Langstreckenmeisterschaft und dem 24-Stunden-Rennen auf dem Nürburgring ein. Stammpiloten des Gallardos waren der Nordschleifen-Spezialist Dirk Adorf und Rennstrecken-Architekt Hermann Tilke. Das Fahrzeug war stets ein Publikumsliebling, auch wenn es des Öfteren aufgrund technischer Probleme nicht die Zielflagge sah. Diese Probleme wurden allerdings mit der Weiterentwicklung des Fahrzeugs im Laufe der Jahre seltener.
Am 4. April 2009, während des ersten Rennens der 2009er Langstreckenmeisterschaft, platzte eine Ölleitung, woraufhin der Motorraum des Gallardos Feuer fing. Das Fahrzeug wurde schwer beschädigt und seitdem nicht mehr in Rennen eingesetzt.
Im Laufe des Jahres 2012 teilte Raeder Motorsport auf Facebook ein Foto, auf dem einige Teammitglieder vor dem wiederaufgebauten Gallardo zu sehen waren.
In den Jahren 2006 und 2007 wurde neben dem Lamborghini von Raeder Motorsport noch ein weiterer modifizierter Gallardo beim 24-Stunden-Rennen auf dem Nürburgring eingesetzt. Genannt wurde dieser Wagen mit der Startnummer 16 unter dem Teamnamen „Lambo Racing GmbH“.
Der sogenannte „Gallardo GTR“ wurde bereits Ende 2005 zu Testzwecken im Rahmen der BFGoodrich Langstreckenmeisterschaft eingesetzt, wobei er unerwartet einen Klassensieg erzielen konnte.
Zu Ehren von Hans-Joachim Stuck wurde 2011 das Team Stuck³ gegründet. Unter dem Slogan „Stuck³ – A Racing Dynasty“ nahm Stuck gemeinsam mit seinen beiden Söhnen Johannes Stuck und Ferdinand Stuck an mehreren Läufen der VLN-Langstreckenmeisterschaft sowie dem 24-Stunden-Rennen auf dem Nürburgring teil, welches als Hans-Joachim Stucks letztes Rennen im Profirennsport ausgewählt wurde. Das eingesetzte Fahrzeug war ein von Reiter Engineering aufgebauter Lamborghini Gallardo LP 600+ GT3. Für den Einsatz auf der Nürburgring-Nordschleife mussten am Fahrzeug geringfügige Änderungen vorgenommen werden. Nach dem Einsatz beim 24-Stunden-Rennen ging der Wagen noch bei diversen Läufen der ADAC GT Masters an den Start, wo er einige Erfolge erzielen konnte.

## Technische Daten

### Modelle 2003–2008
| Einbaulage                  | Mittelmotor                                                    | Mittelmotor                                                    | Mittelmotor                                                    | Mittelmotor                                                    | Mittelmotor                                                    |                                                                |                                                                |                                                                |                                                                |                                                                |                                                                |                                                                |                                                                |                                                                |                                                                |                                                                |                                                                |                                                                |                                                                |                                                                |                                                                |                                                                |                                                                |                                                                |                                                                |                                                                |                                                                |                                                                |                                                                |                                                                |                                                                |                                                                |                                                                |                                                                |                                                                |                                                                |                                                                |                                                                |                                                                |                                                                |                                                                |                                                                |                                                                |                                                                |                                                                |                                                                |                                                                |                                                                |                                                                |                                                                |
| Hubraum (cm³)               | 4961 cm³                                                       | 4961 cm³                                                       | 4961 cm³                                                       | 4961 cm³                                                       | 4961 cm³                                                       |                                                                |                                                                |                                                                |                                                                |                                                                |                                                                |                                                                |                                                                |                                                                |                                                                |                                                                |                                                                |                                                                |                                                                |                                                                |                                                                |                                                                |                                                                |                                                                |                                                                |                                                                |                                                                |                                                                |                                                                |                                                                |                                                                |                                                                |                                                                |                                                                |                                                                |                                                                |                                                                |                                                                |                                                                |                                                                |                                                                |                                                                |                                                                |                                                                |                                                                |                                                                |                                                                |                                                                |                                                                |                                                                |
| Zylinderabstand (mm)        | 88 mm                                                          | 88 mm                                                          | 88 mm                                                          | 88 mm                                                          | 88 mm                                                          |                                                                |                                                                |                                                                |                                                                |                                                                |                                                                |                                                                |                                                                |                                                                |                                                                |                                                                |                                                                |                                                                |                                                                |                                                                |                                                                |                                                                |                                                                |                                                                |                                                                |                                                                |                                                                |                                                                |                                                                |                                                                |                                                                |                                                                |                                                                |                                                                |                                                                |                                                                |                                                                |                                                                |                                                                |                                                                |                                                                |                                                                |                                                                |                                                                |                                                                |                                                                |                                                                |                                                                |                                                                |                                                                |
| Zylinder                    | V10 (90°)                                                      | V10 (90°)                                                      | V10 (90°)                                                      | V10 (90°)                                                      | V10 (90°)                                                      |                                                                |                                                                |                                                                |                                                                |                                                                |                                                                |                                                                |                                                                |                                                                |                                                                |                                                                |                                                                |                                                                |                                                                |                                                                |                                                                |                                                                |                                                                |                                                                |                                                                |                                                                |                                                                |                                                                |                                                                |                                                                |                                                                |                                                                |                                                                |                                                                |                                                                |                                                                |                                                                |                                                                |                                                                |                                                                |                                                                |                                                                |                                                                |                                                                |                                                                |                                                                |                                                                |                                                                |                                                                |                                                                |
| Leistung (kW/PS)            | 368/500                                                        | 382/520                                                        | 382/520                                                        | 382/520                                                        | 390/530                                                        |                                                                |                                                                |                                                                |                                                                |                                                                |                                                                |                                                                |                                                                |                                                                |                                                                |                                                                |                                                                |                                                                |                                                                |                                                                |                                                                |                                                                |                                                                |                                                                |                                                                |                                                                |                                                                |                                                                |                                                                |                                                                |                                                                |                                                                |                                                                |                                                                |                                                                |                                                                |                                                                |                                                                |                                                                |                                                                |                                                                |                                                                |                                                                |                                                                |                                                                |                                                                |                                                                |                                                                |                                                                |                                                                |
| Nenndrehzahl (1/min)        | 7800                                                           | 8000                                                           | 8000                                                           | 8000                                                           | 8000                                                           |                                                                |                                                                |                                                                |                                                                |                                                                |                                                                |                                                                |                                                                |                                                                |                                                                |                                                                |                                                                |                                                                |                                                                |                                                                |                                                                |                                                                |                                                                |                                                                |                                                                |                                                                |                                                                |                                                                |                                                                |                                                                |                                                                |                                                                |                                                                |                                                                |                                                                |                                                                |                                                                |                                                                |                                                                |                                                                |                                                                |                                                                |                                                                |                                                                |                                                                |                                                                |                                                                |                                                                |                                                                |                                                                |
| Drehmoment (Nm)             | 510                                                            | 510                                                            | 510                                                            | 510                                                            | 510                                                            |                                                                |                                                                |                                                                |                                                                |                                                                |                                                                |                                                                |                                                                |                                                                |                                                                |                                                                |                                                                |                                                                |                                                                |                                                                |                                                                |                                                                |                                                                |                                                                |                                                                |                                                                |                                                                |                                                                |                                                                |                                                                |                                                                |                                                                |                                                                |                                                                |                                                                |                                                                |                                                                |                                                                |                                                                |                                                                |                                                                |                                                                |                                                                |                                                                |                                                                |                                                                |                                                                |                                                                |                                                                |                                                                |
| bei 1/min                   | 4500                                                           | 4500                                                           | 4250                                                           | 4250                                                           | 4250                                                           |                                                                |                                                                |                                                                |                                                                |                                                                |                                                                |                                                                |                                                                |                                                                |                                                                |                                                                |                                                                |                                                                |                                                                |                                                                |                                                                |                                                                |                                                                |                                                                |                                                                |                                                                |                                                                |                                                                |                                                                |                                                                |                                                                |                                                                |                                                                |                                                                |                                                                |                                                                |                                                                |                                                                |                                                                |                                                                |                                                                |                                                                |                                                                |                                                                |                                                                |                                                                |                                                                |                                                                |                                                                |                                                                |
| Abgasnorm                   | Euro 3                                                         | Euro 4                                                         | Euro 4                                                         | Euro 4                                                         | Euro 4                                                         |                                                                |                                                                |                                                                |                                                                |                                                                |                                                                |                                                                |                                                                |                                                                |                                                                |                                                                |                                                                |                                                                |                                                                |                                                                |                                                                |                                                                |                                                                |                                                                |                                                                |                                                                |                                                                |                                                                |                                                                |                                                                |                                                                |                                                                |                                                                |                                                                |                                                                |                                                                |                                                                |                                                                |                                                                |                                                                |                                                                |                                                                |                                                                |                                                                |                                                                |                                                                |                                                                |                                                                |                                                                |                                                                |
| Kraftübertragung            |                                                                |                                                                |                                                                |                                                                |                                                                |                                                                |                                                                |                                                                |                                                                |                                                                |                                                                |                                                                |                                                                |                                                                |                                                                |                                                                |                                                                |                                                                |                                                                |                                                                |                                                                |                                                                |                                                                |                                                                |                                                                |                                                                |                                                                |                                                                |                                                                |                                                                |                                                                |                                                                |                                                                |                                                                |                                                                |                                                                |                                                                |                                                                |                                                                |                                                                |                                                                |                                                                |                                                                |                                                                |                                                                |                                                                |                                                                |                                                                |                                                                |                                                                |
| Antrieb                     | Allradantrieb                                                  | Allradantrieb                                                  | Allradantrieb                                                  | Allradantrieb                                                  | Allradantrieb                                                  |                                                                |                                                                |                                                                |                                                                |                                                                |                                                                |                                                                |                                                                |                                                                |                                                                |                                                                |                                                                |                                                                |                                                                |                                                                |                                                                |                                                                |                                                                |                                                                |                                                                |                                                                |                                                                |                                                                |                                                                |                                                                |                                                                |                                                                |                                                                |                                                                |                                                                |                                                                |                                                                |                                                                |                                                                |                                                                |                                                                |                                                                |                                                                |                                                                |                                                                |                                                                |                                                                |                                                                |                                                                |                                                                |
| Differential                | Sperrdifferential (hinten 45 %, vorn 25 %)                     | Sperrdifferential (hinten 45 %, vorn 25 %)                     | Sperrdifferential (hinten 45 %, vorn 25 %)                     | Sperrdifferential (hinten 45 %, vorn 25 %)                     | Sperrdifferential (hinten 45 %, vorn 25 %)                     |                                                                |                                                                |                                                                |                                                                |                                                                |                                                                |                                                                |                                                                |                                                                |                                                                |                                                                |                                                                |                                                                |                                                                |                                                                |                                                                |                                                                |                                                                |                                                                |                                                                |                                                                |                                                                |                                                                |                                                                |                                                                |                                                                |                                                                |                                                                |                                                                |                                                                |                                                                |                                                                |                                                                |                                                                |                                                                |                                                                |                                                                |                                                                |                                                                |                                                                |                                                                |                                                                |                                                                |                                                                |                                                                |
| Getriebe                    | 6-Gang-Getriebe, manuell oder automatisch sequentiell (E-Gear) | 6-Gang-Getriebe, manuell oder automatisch sequentiell (E-Gear) | 6-Gang-Getriebe, manuell oder automatisch sequentiell (E-Gear) | 6-Gang-Getriebe, manuell oder automatisch sequentiell (E-Gear) | 6-Gang-Getriebe, manuell oder automatisch sequentiell (E-Gear) | 6-Gang-Getriebe, manuell oder automatisch sequentiell (E-Gear) | 6-Gang-Getriebe, manuell oder automatisch sequentiell (E-Gear) | 6-Gang-Getriebe, manuell oder automatisch sequentiell (E-Gear) | 6-Gang-Getriebe, manuell oder automatisch sequentiell (E-Gear) | 6-Gang-Getriebe, manuell oder automatisch sequentiell (E-Gear) | 6-Gang-Getriebe, manuell oder automatisch sequentiell (E-Gear) | 6-Gang-Getriebe, manuell oder automatisch sequentiell (E-Gear) | 6-Gang-Getriebe, manuell oder automatisch sequentiell (E-Gear) | 6-Gang-Getriebe, manuell oder automatisch sequentiell (E-Gear) | 6-Gang-Getriebe, manuell oder automatisch sequentiell (E-Gear) | 6-Gang-Getriebe, manuell oder automatisch sequentiell (E-Gear) | 6-Gang-Getriebe, manuell oder automatisch sequentiell (E-Gear) | 6-Gang-Getriebe, manuell oder automatisch sequentiell (E-Gear) | 6-Gang-Getriebe, manuell oder automatisch sequentiell (E-Gear) | 6-Gang-Getriebe, manuell oder automatisch sequentiell (E-Gear) | 6-Gang-Getriebe, manuell oder automatisch sequentiell (E-Gear) | 6-Gang-Getriebe, manuell oder automatisch sequentiell (E-Gear) | 6-Gang-Getriebe, manuell oder automatisch sequentiell (E-Gear) | 6-Gang-Getriebe, manuell oder automatisch sequentiell (E-Gear) | 6-Gang-Getriebe, manuell oder automatisch sequentiell (E-Gear) | 6-Gang-Getriebe, manuell oder automatisch sequentiell (E-Gear) | 6-Gang-Getriebe, manuell oder automatisch sequentiell (E-Gear) | 6-Gang-Getriebe, manuell oder automatisch sequentiell (E-Gear) | 6-Gang-Getriebe, manuell oder automatisch sequentiell (E-Gear) | 6-Gang-Getriebe, manuell oder automatisch sequentiell (E-Gear) | 6-Gang-Getriebe, manuell oder automatisch sequentiell (E-Gear) | 6-Gang-Getriebe, manuell oder automatisch sequentiell (E-Gear) | 6-Gang-Getriebe, manuell oder automatisch sequentiell (E-Gear) | 6-Gang-Getriebe, manuell oder automatisch sequentiell (E-Gear) | 6-Gang-Getriebe, manuell oder automatisch sequentiell (E-Gear) | 6-Gang-Getriebe, manuell oder automatisch sequentiell (E-Gear) | 6-Gang-Getriebe, manuell oder automatisch sequentiell (E-Gear) | 6-Gang-Getriebe, manuell oder automatisch sequentiell (E-Gear) | 6-Gang-Getriebe, manuell oder automatisch sequentiell (E-Gear) | 6-Gang-Getriebe, manuell oder automatisch sequentiell (E-Gear) | 6-Gang-Getriebe, manuell oder automatisch sequentiell (E-Gear) | 6-Gang-Getriebe, manuell oder automatisch sequentiell (E-Gear) | 6-Gang-Getriebe, manuell oder automatisch sequentiell (E-Gear) | 6-Gang-Getriebe, manuell oder automatisch sequentiell (E-Gear) | 6-Gang-Getriebe, manuell oder automatisch sequentiell (E-Gear) | 6-Gang-Getriebe, manuell oder automatisch sequentiell (E-Gear) | 6-Gang-Getriebe, manuell oder automatisch sequentiell (E-Gear) | 6-Gang-Getriebe, manuell oder automatisch sequentiell (E-Gear) | 6-Gang-Getriebe, manuell oder automatisch sequentiell (E-Gear) | 6-Gang-Getriebe, manuell oder automatisch sequentiell (E-Gear) |
| Fahrleistungen              |                                                                |                                                                |                                                                |                                                                |                                                                |                                                                |                                                                |                                                                |                                                                |                                                                |                                                                |                                                                |                                                                |                                                                |                                                                |                                                                |                                                                |                                                                |                                                                |                                                                |                                                                |                                                                |                                                                |                                                                |                                                                |                                                                |                                                                |                                                                |                                                                |                                                                |                                                                |                                                                |                                                                |                                                                |                                                                |                                                                |                                                                |                                                                |                                                                |                                                                |                                                                |                                                                |                                                                |                                                                |                                                                |                                                                |                                                                |                                                                |                                                                |                                                                |
| Beschleunigung (0–100 km/h) | 4,2 s                                                          | 4,0 s                                                          | 4,3 s                                                          | 4,0 s                                                          | 3,8 s                                                          |                                                                |                                                                |                                                                |                                                                |                                                                |                                                                |                                                                |                                                                |                                                                |                                                                |                                                                |                                                                |                                                                |                                                                |                                                                |                                                                |                                                                |                                                                |                                                                |                                                                |                                                                |                                                                |                                                                |                                                                |                                                                |                                                                |                                                                |                                                                |                                                                |                                                                |                                                                |                                                                |                                                                |                                                                |                                                                |                                                                |                                                                |                                                                |                                                                |                                                                |                                                                |                                                                |                                                                |                                                                |                                                                |
| Beschleunigung (0–200 km/h) | 14,0 s                                                         | 13,6 s                                                         | 14,3 s                                                         | 13,6 s                                                         | 12,4 s                                                         |                                                                |                                                                |                                                                |                                                                |                                                                |                                                                |                                                                |                                                                |                                                                |                                                                |                                                                |                                                                |                                                                |                                                                |                                                                |                                                                |                                                                |                                                                |                                                                |                                                                |                                                                |                                                                |                                                                |                                                                |                                                                |                                                                |                                                                |                                                                |                                                                |                                                                |                                                                |                                                                |                                                                |                                                                |                                                                |                                                                |                                                                |                                                                |                                                                |                                                                |                                                                |                                                                |                                                                |                                                                |                                                                |
| Höchstgeschwindigkeit       | 309 km/h                                                       | 315 km/h                                                       | 315 km/h                                                       | 315 km/h                                                       | 315 km/h                                                       |                                                                |                                                                |                                                                |                                                                |                                                                |                                                                |                                                                |                                                                |                                                                |                                                                |                                                                |                                                                |                                                                |                                                                |                                                                |                                                                |                                                                |                                                                |                                                                |                                                                |                                                                |                                                                |                                                                |                                                                |                                                                |                                                                |                                                                |                                                                |                                                                |                                                                |                                                                |                                                                |                                                                |                                                                |                                                                |                                                                |                                                                |                                                                |                                                                |                                                                |                                                                |                                                                |                                                                |                                                                |                                                                |
| Dimensionen                 |                                                                |                                                                |                                                                |                                                                |                                                                |                                                                |                                                                |                                                                |                                                                |                                                                |                                                                |                                                                |                                                                |                                                                |                                                                |                                                                |                                                                |                                                                |                                                                |                                                                |                                                                |                                                                |                                                                |                                                                |                                                                |                                                                |                                                                |                                                                |                                                                |                                                                |                                                                |                                                                |                                                                |                                                                |                                                                |                                                                |                                                                |                                                                |                                                                |                                                                |                                                                |                                                                |                                                                |                                                                |                                                                |                                                                |                                                                |                                                                |                                                                |                                                                |
| Gesamtlänge                 | 4300 mm                                                        | 4300 mm                                                        | 4300 mm                                                        | 4300 mm                                                        | 4300 mm                                                        |                                                                |                                                                |                                                                |                                                                |                                                                |                                                                |                                                                |                                                                |                                                                |                                                                |                                                                |                                                                |                                                                |                                                                |                                                                |                                                                |                                                                |                                                                |                                                                |                                                                |                                                                |                                                                |                                                                |                                                                |                                                                |                                                                |                                                                |                                                                |                                                                |                                                                |                                                                |                                                                |                                                                |                                                                |                                                                |                                                                |                                                                |                                                                |                                                                |                                                                |                                                                |                                                                |                                                                |                                                                |                                                                |
| Gesamtbreite                | 1900 mm                                                        | 1900 mm                                                        | 1900 mm                                                        | 1900 mm                                                        | 1900 mm                                                        |                                                                |                                                                |                                                                |                                                                |                                                                |                                                                |                                                                |                                                                |                                                                |                                                                |                                                                |                                                                |                                                                |                                                                |                                                                |                                                                |                                                                |                                                                |                                                                |                                                                |                                                                |                                                                |                                                                |                                                                |                                                                |                                                                |                                                                |                                                                |                                                                |                                                                |                                                                |                                                                |                                                                |                                                                |                                                                |                                                                |                                                                |                                                                |                                                                |                                                                |                                                                |                                                                |                                                                |                                                                |                                                                |
| Gesamthöhe                  | 1165 mm                                                        | 1165 mm                                                        | 1184 mm                                                        | 1165 mm                                                        | 1165 mm                                                        |                                                                |                                                                |                                                                |                                                                |                                                                |                                                                |                                                                |                                                                |                                                                |                                                                |                                                                |                                                                |                                                                |                                                                |                                                                |                                                                |                                                                |                                                                |                                                                |                                                                |                                                                |                                                                |                                                                |                                                                |                                                                |                                                                |                                                                |                                                                |                                                                |                                                                |                                                                |                                                                |                                                                |                                                                |                                                                |                                                                |                                                                |                                                                |                                                                |                                                                |                                                                |                                                                |                                                                |                                                                |                                                                |
| Radstand                    | 2560 mm                                                        | 2560 mm                                                        | 2560 mm                                                        | 2560 mm                                                        | 2560 mm                                                        |                                                                |                                                                |                                                                |                                                                |                                                                |                                                                |                                                                |                                                                |                                                                |                                                                |                                                                |                                                                |                                                                |                                                                |                                                                |                                                                |                                                                |                                                                |                                                                |                                                                |                                                                |                                                                |                                                                |                                                                |                                                                |                                                                |                                                                |                                                                |                                                                |                                                                |                                                                |                                                                |                                                                |                                                                |                                                                |                                                                |                                                                |                                                                |                                                                |                                                                |                                                                |                                                                |                                                                |                                                                |                                                                |
| Leergewicht                 | 1430 kg                                                        | 1430 kg                                                        | 1570 kg                                                        | 1430 kg                                                        | 1330 kg                                                        |                                                                |                                                                |                                                                |                                                                |                                                                |                                                                |                                                                |                                                                |                                                                |                                                                |                                                                |                                                                |                                                                |                                                                |                                                                |                                                                |                                                                |                                                                |                                                                |                                                                |                                                                |                                                                |                                                                |                                                                |                                                                |                                                                |                                                                |                                                                |                                                                |                                                                |                                                                |                                                                |                                                                |                                                                |                                                                |                                                                |                                                                |                                                                |                                                                |                                                                |                                                                |                                                                |                                                                |                                                                |                                                                |
| Umwelt                      |                                                                |                                                                |                                                                |                                                                |                                                                |                                                                |                                                                |                                                                |                                                                |                                                                |                                                                |                                                                |                                                                |                                                                |                                                                |                                                                |                                                                |                                                                |                                                                |                                                                |                                                                |                                                                |                                                                |                                                                |                                                                |                                                                |                                                                |                                                                |                                                                |                                                                |                                                                |                                                                |                                                                |                                                                |                                                                |                                                                |                                                                |                                                                |                                                                |                                                                |                                                                |                                                                |                                                                |                                                                |                                                                |                                                                |                                                                |                                                                |                                                                |                                                                |
| Verbrauch                   | 17,0 l Super/100 km                                            | 17,0 l Super/100 km                                            | 17,0 l Super/100 km                                            | 17,0 l Super/100 km                                            | 17,0 l Super/100 km                                            |                                                                |                                                                |                                                                |                                                                |                                                                |                                                                |                                                                |                                                                |                                                                |                                                                |                                                                |                                                                |                                                                |                                                                |                                                                |                                                                |                                                                |                                                                |                                                                |                                                                |                                                                |                                                                |                                                                |                                                                |                                                                |                                                                |                                                                |                                                                |                                                                |                                                                |                                                                |                                                                |                                                                |                                                                |                                                                |                                                                |                                                                |                                                                |                                                                |                                                                |                                                                |                                                                |                                                                |                                                                |                                                                |
| CO2-Emission                | 400 g/km                                                       | 400 g/km                                                       | 400 g/km                                                       | 400 g/km                                                       | 400 g/km                                                       |                                                                |                                                                |                                                                |                                                                |                                                                |                                                                |                                                                |                                                                |                                                                |                                                                |                                                                |                                                                |                                                                |                                                                |                                                                |                                                                |                                                                |                                                                |                                                                |                                                                |                                                                |                                                                |                                                                |                                                                |                                                                |                                                                |                                                                |                                                                |                                                                |                                                                |                                                                |                                                                |                                                                |                                                                |                                                                |                                                                |                                                                |                                                                |                                                                |                                                                |                                                                |                                                                |                                                                |                                                                |                                                                |

### Modelle 2008–2013
| Einbaulage                  | Mittelmotor                                                    | Mittelmotor                                                    | Mittelmotor                                                    | Mittelmotor                                       | Mittelmotor                                                    | Mittelmotor                                                    | Mittelmotor                                       |
| Hubraum (cm³)               | 5204 cm³                                                       | 5204 cm³                                                       | 5204 cm³                                                       | 5204 cm³                                          | 5204 cm³                                                       | 5204 cm³                                                       | 5204 cm³                                          |
| Zylinderabstand (mm)        | 90 mm                                                          | 90 mm                                                          | 90 mm                                                          | 90 mm                                             | 90 mm                                                          | 90 mm                                                          | 90 mm                                             |
| Zylinder                    | V10 (90°)                                                      | V10 (90°)                                                      | V10 (90°)                                                      | V10 (90°)                                         | V10 (90°)                                                      | V10 (90°)                                                      | V10 (90°)                                         |
| Leistung (kW/PS)            | 412/560                                                        | 412/560                                                        | 404/550                                                        | 404/550                                           | 419/570                                                        | 419/570                                                        | 419/570                                           |
| Nenndrehzahl (1/min)        | 8000                                                           | 8000                                                           | 8000                                                           | 8000                                              | 8000                                                           | 8000                                                           | 8000                                              |
| Drehmoment (Nm)             | 540                                                            | 540                                                            | 540                                                            | 540                                               | 540                                                            | 540                                                            | 540                                               |
| bei 1/min                   | 6500                                                           | 6500                                                           | 6500                                                           | 6500                                              | 6500                                                           | 6500                                                           | 6500                                              |
| Abgasnorm                   | Euro 4 (ab 2010 Euro 5)                                        | Euro 4 (ab 2010 Euro 5)                                        | Euro 5                                                         | Euro 5                                            | Euro 4                                                         | Euro 5                                                         | Euro 5                                            |
| Kraftübertragung            |                                                                |                                                                |                                                                |                                                   |                                                                |                                                                |                                                   |
| Antrieb                     | Allradantrieb                                                  | Allradantrieb                                                  | Hinterradantrieb                                               | Hinterradantrieb                                  | Allradantrieb                                                  | Allradantrieb                                                  | Allradantrieb                                     |
| Differential                | Sperrdifferential (hinten 45 %, vorn 25 %)                     | Sperrdifferential (hinten 45 %, vorn 25 %)                     | Sperrdifferential (max. 45 % Sperrwirkung)                     | Sperrdifferential (max. 45 % Sperrwirkung)        | Sperrdifferential (hinten 45 %, vorn 25 %)                     | Sperrdifferential (hinten 45 %, vorn 25 %)                     | Sperrdifferential (hinten 45 %, vorn 25 %)        |
| Getriebe                    | 6-Gang-Getriebe, manuell oder automatisch sequentiell (E-Gear) | 6-Gang-Getriebe, manuell oder automatisch sequentiell (E-Gear) | 6-Gang-Getriebe, manuell oder automatisch sequentiell (E-Gear) | 6-Gang-Getriebe, automatisch sequentiell (E-Gear) | 6-Gang-Getriebe, manuell oder automatisch sequentiell (E-Gear) | 6-Gang-Getriebe, manuell oder automatisch sequentiell (E-Gear) | 6-Gang-Getriebe, automatisch sequentiell (E-Gear) |
| Fahrleistungen              |                                                                |                                                                |                                                                |                                                   |                                                                |                                                                |                                                   |
| Beschleunigung (0–100 km/h) | 3,7 s                                                          | 4,0 s                                                          | 3,9 s                                                          | 4,2 s                                             | 3,4 s                                                          | 3,9 s                                                          | 3,4 s                                             |
| Beschleunigung (0–200 km/h) | 11,8 s                                                         | 13,1 s                                                         | 11,9 s                                                         | 13,4 s                                            | 10,2 s                                                         | 12,1 s                                                         | 10,4 s                                            |
| Höchstgeschwindigkeit       | 325 km/h                                                       | 324 km/h                                                       | 320 km/h                                                       | 319 km/h                                          | 325 km/h                                                       | 324 km/h                                                       | 320 km/h                                          |
| Dimensionen                 |                                                                |                                                                |                                                                |                                                   |                                                                |                                                                |                                                   |
| Gesamtlänge                 | 4345 mm                                                        | 4345 mm                                                        | 4345 mm                                                        | 4345 mm                                           | 4386 mm                                                        | 4386 mm                                                        | 4386 mm                                           |
| Gesamtbreite                | 1900 mm                                                        | 1900 mm                                                        | 1900 mm                                                        | 1900 mm                                           | 1900 mm                                                        | 1900 mm                                                        | 1900 mm                                           |
| Gesamthöhe                  | 1165 mm                                                        | 1184 mm                                                        | 1165 mm                                                        | 1184 mm                                           | 1165 mm                                                        | 1184 mm                                                        | 1165 mm                                           |
| Radstand                    | 2560 mm                                                        | 2560 mm                                                        | 2560 mm                                                        | 2560 mm                                           | 2560 mm                                                        | 2560 mm                                                        | 2560 mm                                           |
| Leergewicht                 | 1500 kg                                                        | 1550 kg                                                        | 1380 kg                                                        | 1520 kg                                           | 1340 kg                                                        | 1485 kg                                                        | 1340 kg                                           |
| Umwelt                      |                                                                |                                                                |                                                                |                                                   |                                                                |                                                                |                                                   |
| Verbrauch                   | 14,0 l (bzw. 14,7 l*) Super/100 km                             | 14,0 l (bzw. 15,0 l*) Super/100 km                             | 13,3 l (bzw. 14,4 l*) Super/100 km                             | 13,8 l Super/100 km                               | 13,5 l (bzw. 14,4 l*) Super/100 km                             | 13,6 l (bzw. 14,6 l*) Super/100 km                             | 13,5 l Super/100 km                               |
| CO2-Emission                | 327 (bzw. 351*) g/km                                           | 330 (bzw. 351*) g/km                                           | 315 (bzw. 341*) g/km                                           | 330 g/km                                          | 319 (bzw. 344*) g/km                                           | 327 (bzw. 350*) g/km                                           | 319 g/km                                          |

Angaben mit * sind Werte für Fahrzeuge mit manuellem Getriebe.

## Produktionszahlen Lamborghini Gallardo
Gesamtproduktion 13.992 Fahrzeuge von 2003 bis 2013
| Jahr   | 2003 | 2004  | 2005 | 2006  | 2007  | 2008  | 2009 | 2010  | 2011  | 2012  | 2013 | Summe  |
| ------ | ---- | ----- | ---- | ----- | ----- | ----- | ---- | ----- | ----- | ----- | ---- | ------ |
| Coupé  | 933  | 1.294 | 947  | 626   | 936   | 1.206 | 462  | 817   | 944   | 822   | 653  | 9.640  |
| Spyder |      |       | 25   | 1.025 | 1.015 | 581   | 460  | 247   | 320   | 399   | 280  | 4.352  |
| Summe  | 933  | 1.294 | 972  | 1.651 | 1.951 | 1.787 | 922  | 1.064 | 1.264 | 1.221 | 933  | 13.992 |

Die Karosserie, welche komplett aus Aluminium besteht, wird in Heilbronn bei ThyssenKrupp System Engineering gefertigt. Die Karosserien werden im Audi-Werk Neckarsulm lackiert; die Montage erfolgt anschließend in Sant’Agata Bolognese (Italien).
Bis November 2005 wurden 3000 Exemplare des Gallardo produziert. Er löste somit das bisher meistgebaute Modell von Lamborghini ab, den Lamborghini Diablo, von dem 2903 Fahrzeuge produziert wurden. Bis März 2008 wurden insgesamt rund 7100 Exemplare des Gallardo produziert. Pro Werktag werden in Sant’Agata Bolognese acht bis zehn Gallardos auf Vorbestellung produziert. Die Wartezeiten für die Kunden liegen bei etwa einem Jahr.
Im November 2013 lief nach 14.022 gefertigten Exemplaren der letzte Gallardo vom Band.

## Zulassungszahlen
2012 wurden nach Angaben des Kraftfahrt-Bundesamtes 60 Lamborghini Gallardo in Deutschland neu zugelassen, davon 40 Fahrzeuge durch gewerbliche Halter.

## Sonstiges
- Am 15. März 2011 ließ ein chinesischer Geschäftsmann seinen gebrauchten Lamborghini Gallardo in Qingdao von einer Gruppe von Arbeitern öffentlich mit Hämmern demolieren. Er reagierte mit dieser Aktion, über die es weltweit Presseberichte gab, auf den seiner Ansicht nach völlig unzureichenden Werkstattservice, den Lamborghini ihm geboten habe, und beklagte generell mangelnden Kundenservice westlicher Luxusgüterhersteller in China.[38][39]

- In der Folge Der italienische Bob der Serie Die Simpsons kauft sich der Milliardär Mr. Burns einen „Lamborgotti Fasterossa“. Dieser erinnert optisch sehr stark an den Lamborghini Gallardo.